# Piciformes
I Piciformi (Piciformes Meyer & Wolf, 1810) sono un ordine di uccelli abitanti le fitte boscaglie tropicali e le foreste delle regioni temperate. Questi pennuti, dalle forme eleganti e vivacemente colorate, sono particolarmente adattati alla vita arboricola per la presenza di strutture che ne agevolano sensibilmente la possibilità di arrampicarsi sui tronchi e di costruire in essi il nido. Taluni di essi sono, tuttavia, agilissimi volatori.

## Descrizione
Uccelli dalle dimensioni oscillanti fra i 9 cm del picchiolo macchiedorate (Picumnus exilis) e i 60 cm del tucano toco (Ramphastos toco), i Piciformi sono riconoscibili per il loro piumaggio poco abbondante e piuttosto rigido, per il becco robusto e talora di proporzioni enormi, per le ali modestamente sviluppate e provviste di nove remiganti primarie, per le zampe brevi e robuste e, nella maggior parte di essi, per i piedi zigodattili e armati di robustissime unghie. Le narici sono imperforate, la coda è a volte piuttosto breve, a volte invece lunghetta e composta da 10-12 timoniere, mentre le remiganti secondarie sono quintocubitali, vale a dire provviste di una quinta remigante secondaria. L'aspetto d'insieme dei Piciformi varia sensibilmente da famiglia a famiglia e se, ad esempio, si prendono in esame gli Indicatoridi, è facile essere tratti in inganno dalla loro accentuata somiglianza con alcuni Passeriformi, tale che il profano sarebbe difficilmente indotto a considerarli affini ai picchi e tantomeno ai tucani. Dimensioni a parte, in essi si rileva inoltre una straordinaria differenza nella forma e nella grandezza del becco: è infatti ben noto che i tucani, della famiglia Ramfastidi, hanno un becco gigantesco, stranamente foggiato e costituito da tessuto osseo spugnoso, mentre gli Indicatoridi ne hanno uno assai piccolo, non più lungo del capo. Nello scheletro, si rileva l'assenza di processi basipterigoiei e invece la presenza di quattordici vertebre cervicali; lo sterno è provvisto di un'ampia spina esterna e privo di spina interna; il metasterno reca quattro intaccature oppure quattro fori, i coracoidi sono separati e il processo precoracoide è piuttosto ridotto.

## Distribuzione
I Piciformi sono diffusi in quasi tutte le regioni del globo. La famiglia dei Picidi è infatti assente soltanto dal Madagascar, dall'Oceania e dalle regioni dell'Eurasia al disopra del 70° di latitudine boreale. I Ramfastidi abitano le zone tropicali dell'Asia, dell'Africa e dell'America, gli Indicatoridi vivono nelle fitte boscaglie tropicali africane e della regione indomalese, i Bucconidi sono diffusi nell'America tropicale e infine i Galbulidi dalla sezione meridionale del Nordamerica fino all'Argentina. Essenzialmente arboricoli, i Piciformi abitano di solito le fitte foreste e le boscaglie, sia in prossimità di luoghi d'acqua sia lungi da essi; alcune specie sogliono stazionare in regioni montane fino a 2000 m di altitudine, mentre una specie, il picchio di Gila, vive in regioni aride e subdesertiche. Straordinaria è l'abilità di tutti i Piciformi nell'arrampicarsi sui tronchi degli alberi dove quasi tutte le specie rinvengono abbondante nutrimento, ora costituito da insetti e da sostanze vegetali, ora invece da sole sostanze vegetali. Notevole è la loro agilità nel volo, sebbene siano in genere stanziali e non troppo resistenti ai lunghi percorsi nell'aria.

## Classificazione

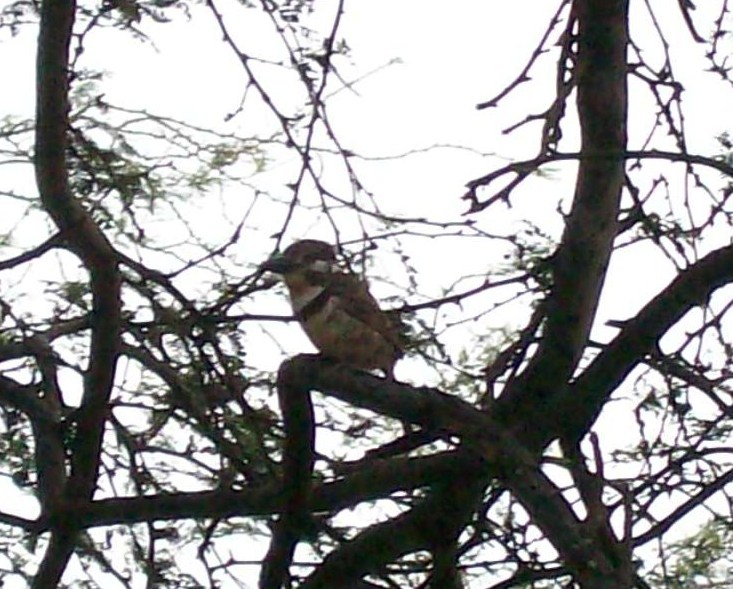
Piumino golarossiccia
(Hypnelus ruficollis)

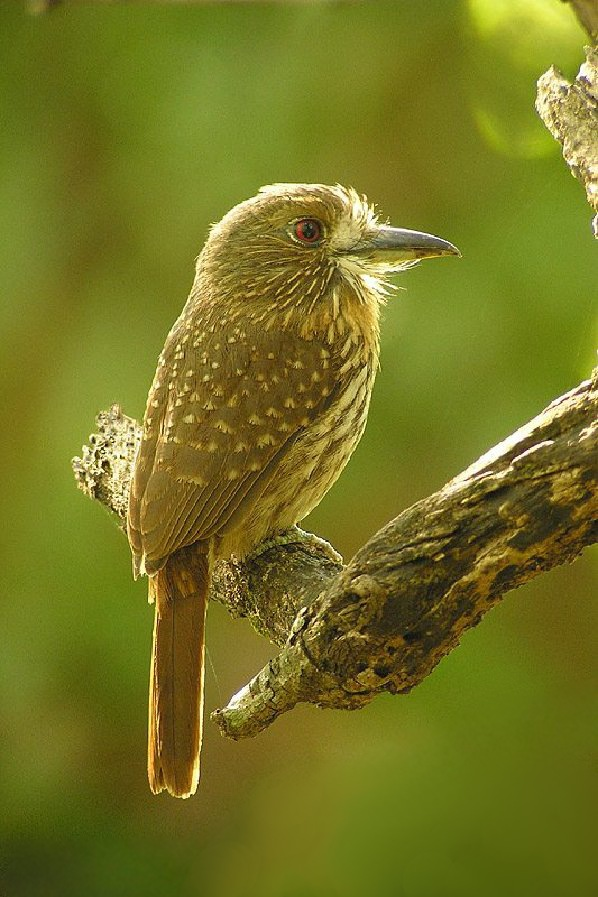
Piumino baffibianchi
(Malacoptila panamensis)

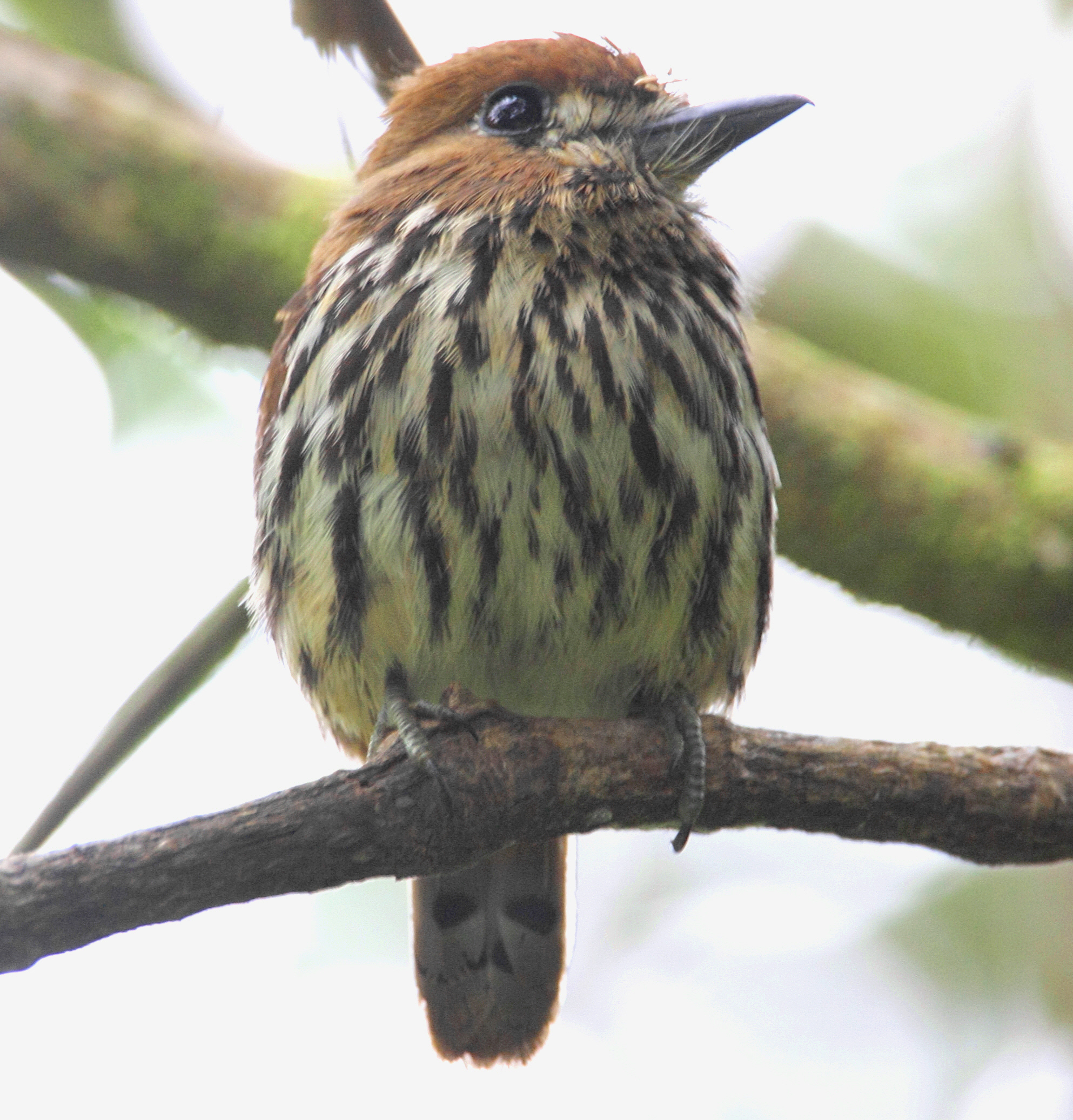
Monachino lanceolato
(Micromonacha lanceolata)

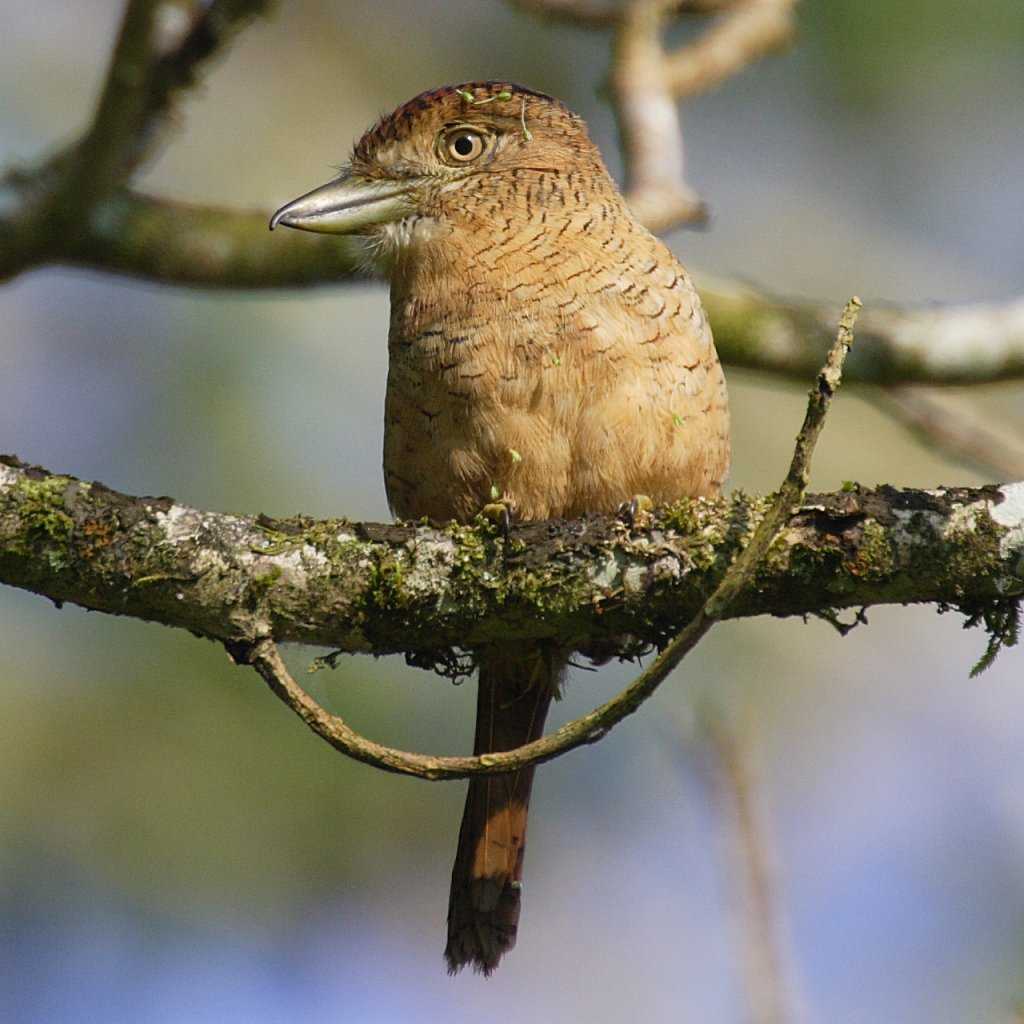
Piumino barrato
(Nystalus radiatus)

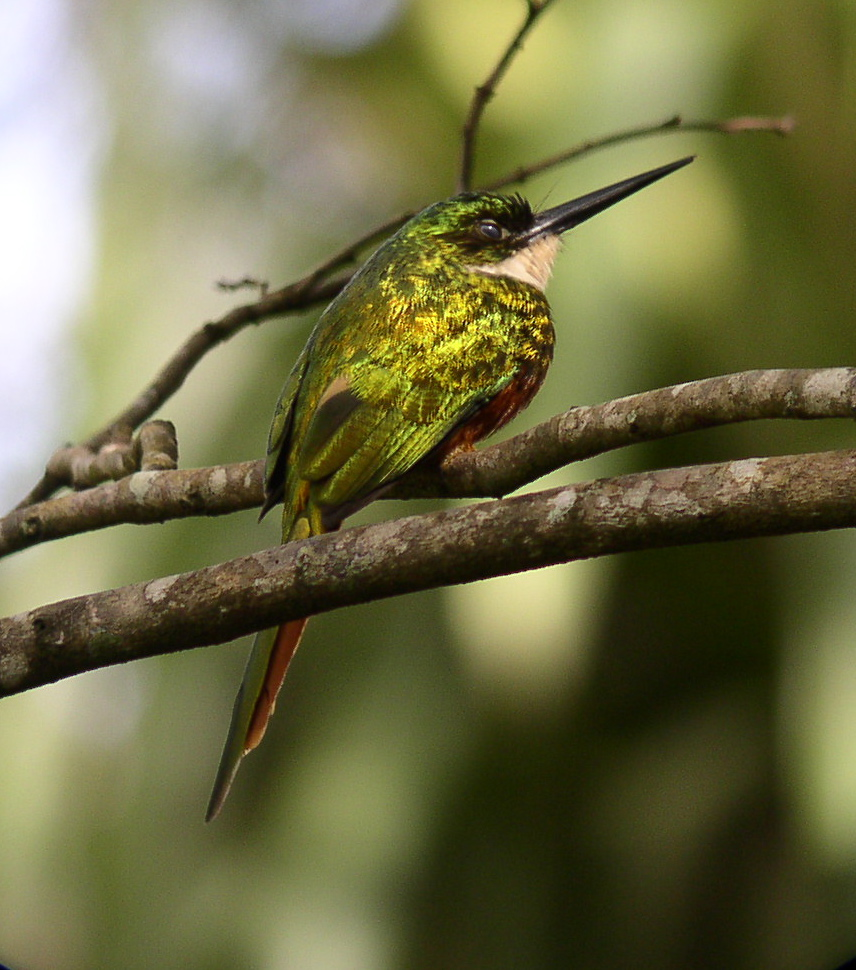
Jacamar codarossiccia
(Galbula ruficauda)

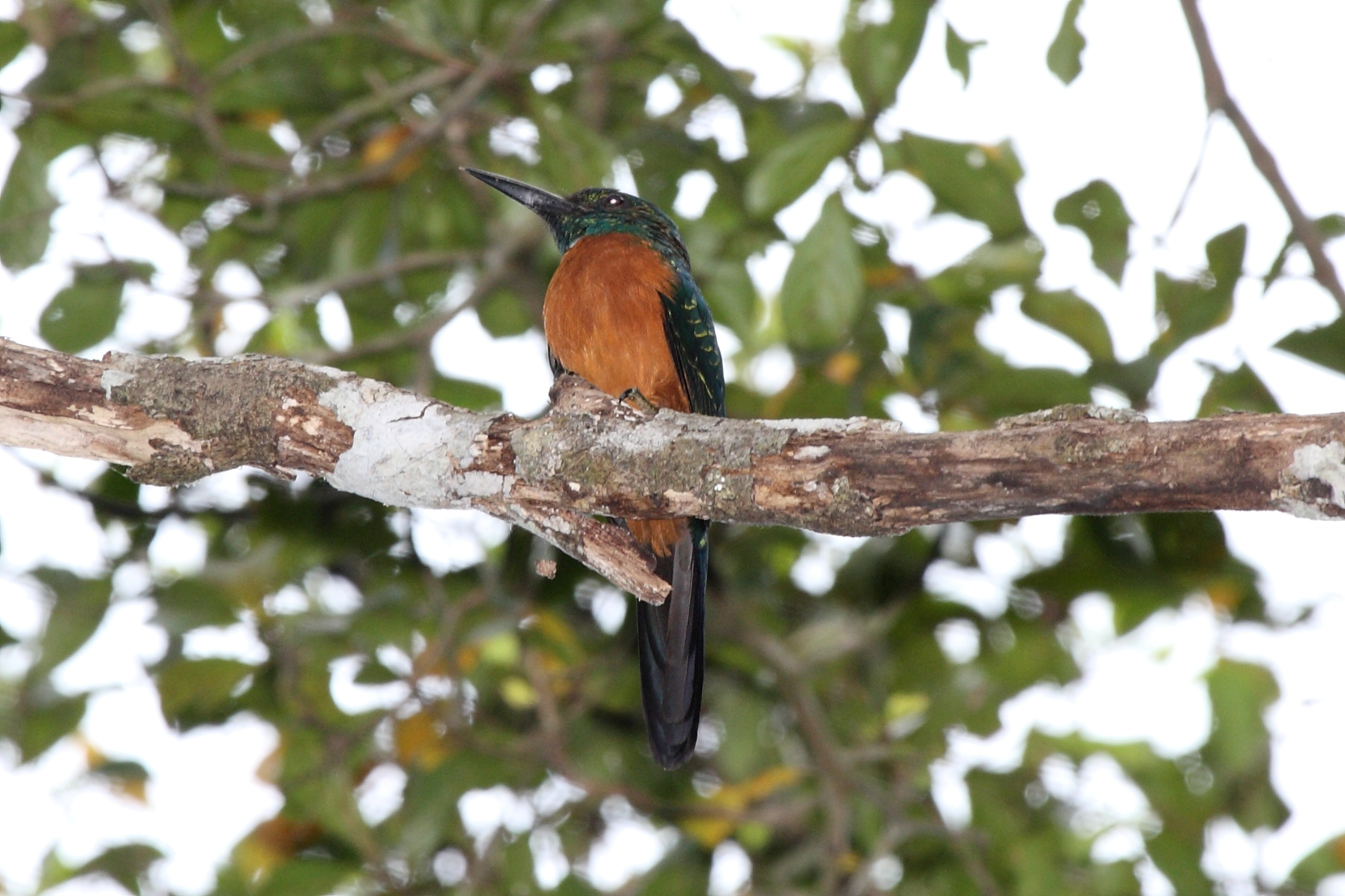
Jacamar maggiore
(Jacamerops aureus)

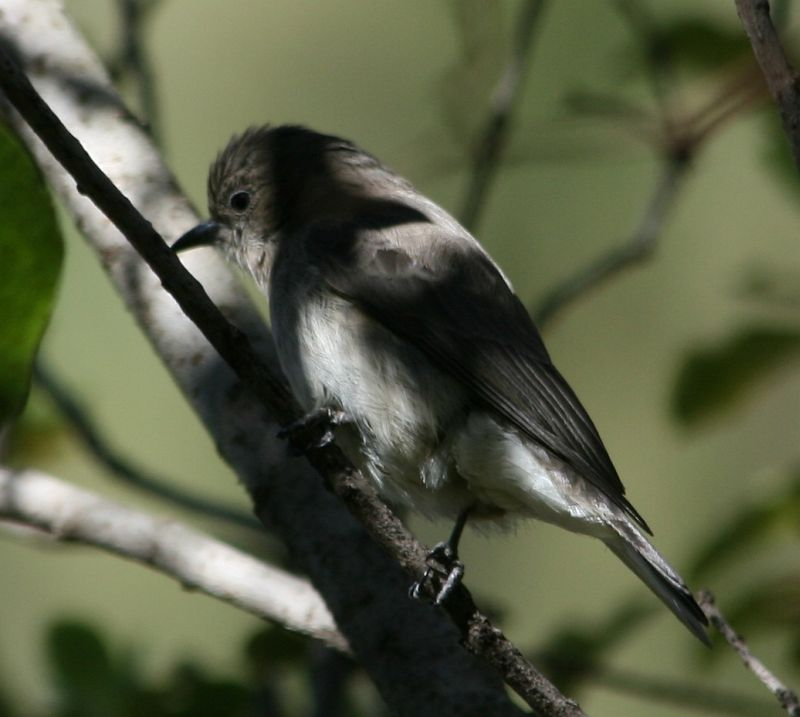
Indicatore di Wahlberg
(Prodotiscus regulus)

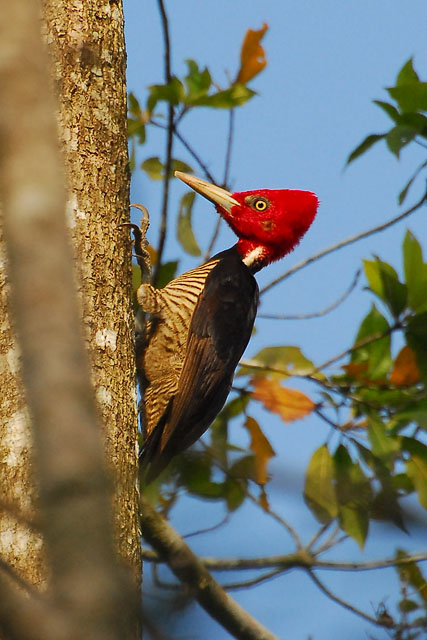
Picchio beccochiaro
(Campephilus guatemalensis)

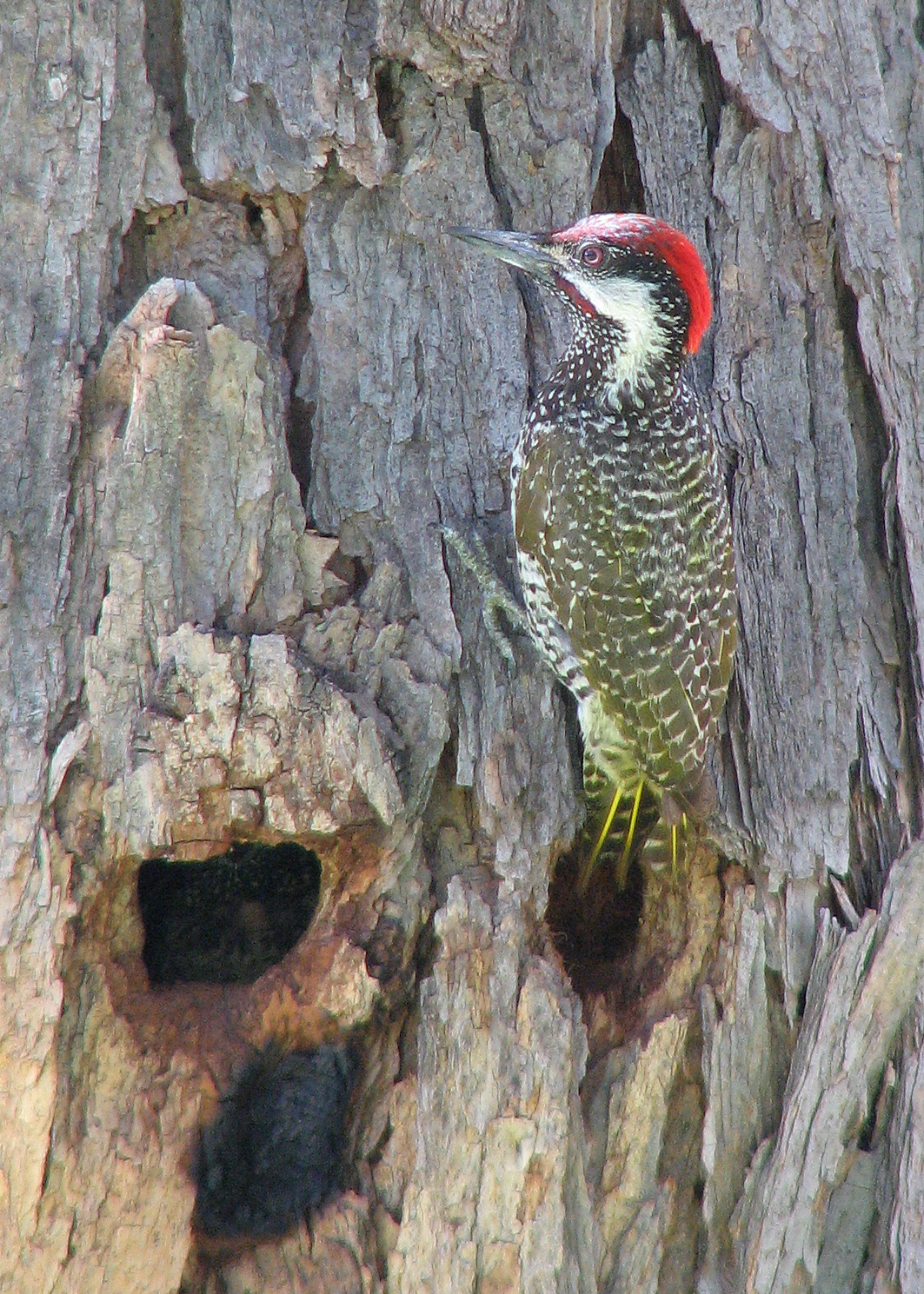
Picchio codadorata
(Campethera abingoni)

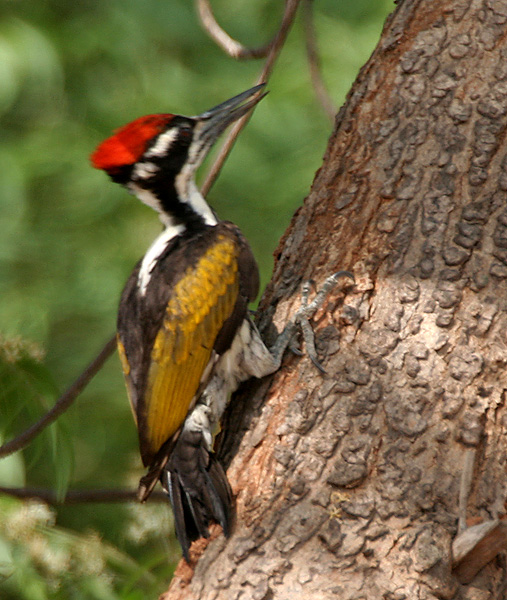
Picchio nucabianca
(Chrysocolaptes festivus)

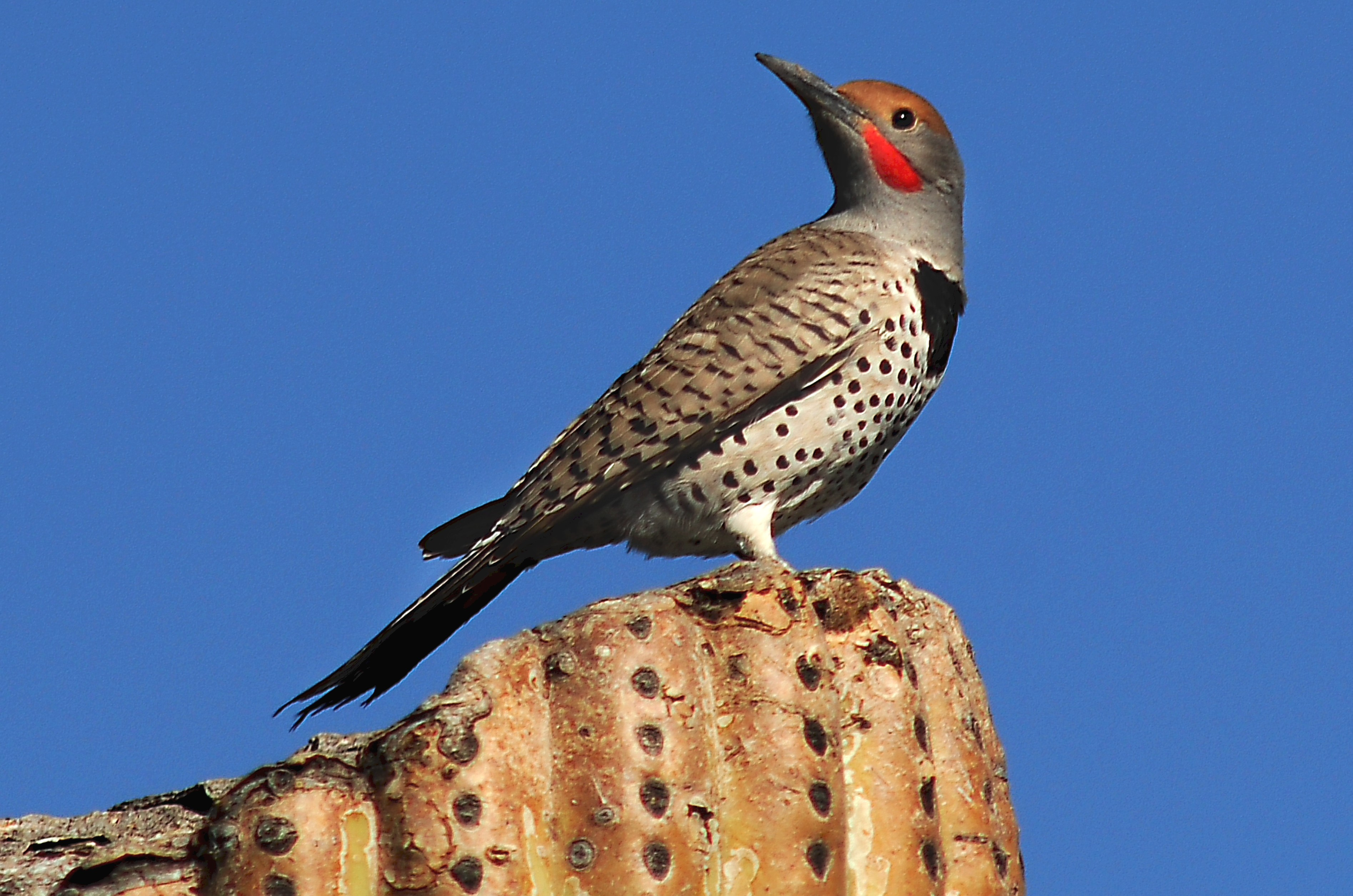
Picchio dorato
(Colaptes chrysoides)

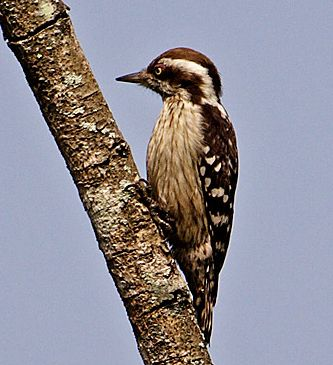
Picchio capobruno
(Dendrocopos nanus)

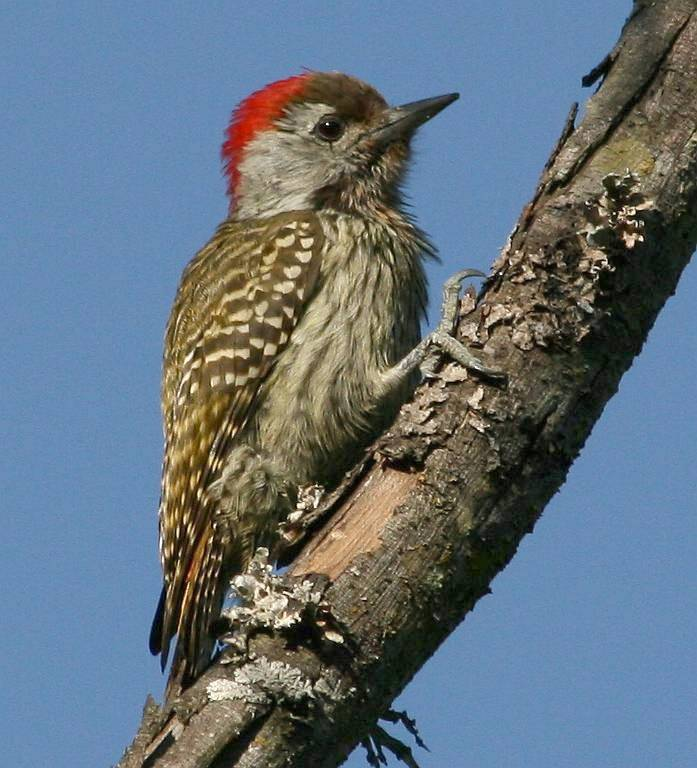
Picchio cardinale
(Dendropicos fuscescens)

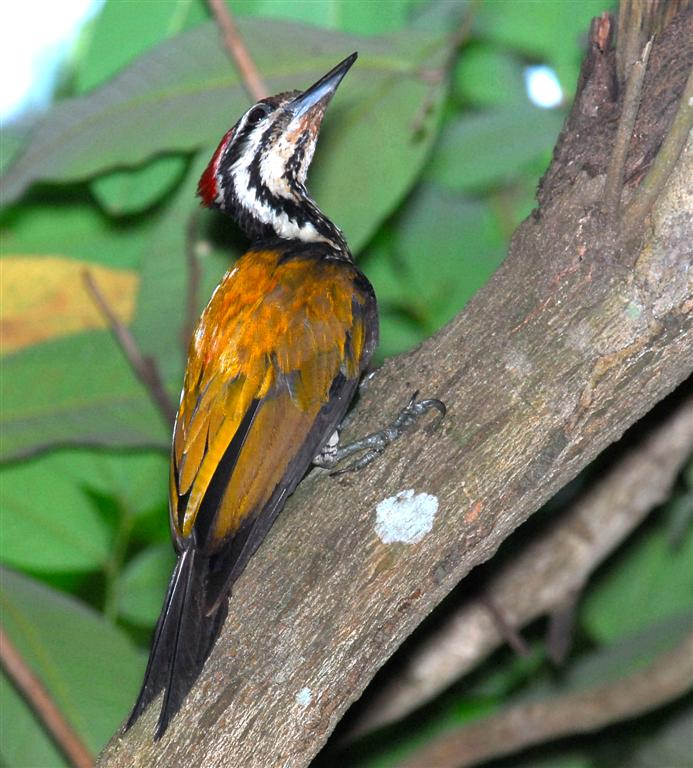
Dorso di fiamma comune
(Dinopium javanense)

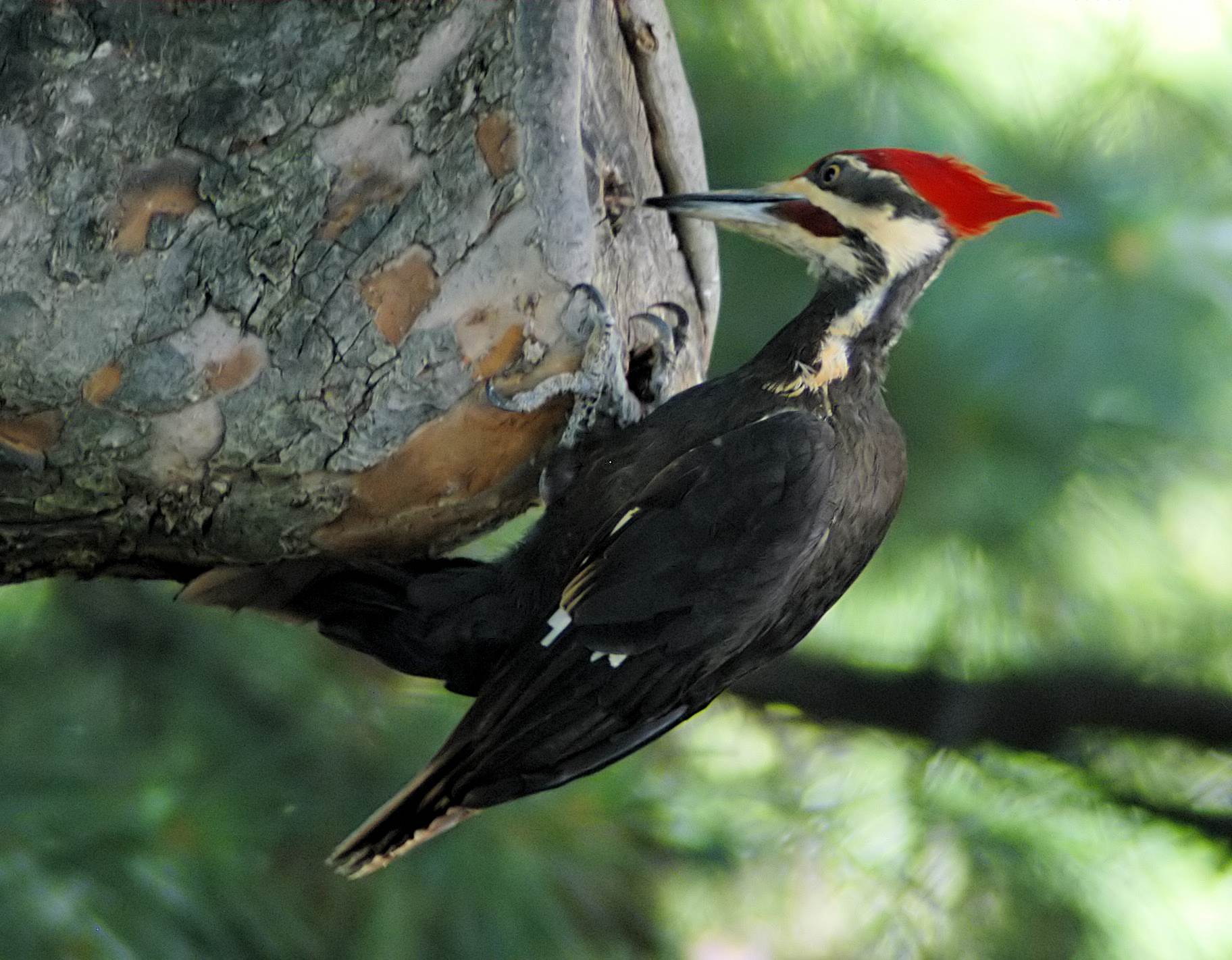
Picchio pileato
(Dryocopus pileatus)

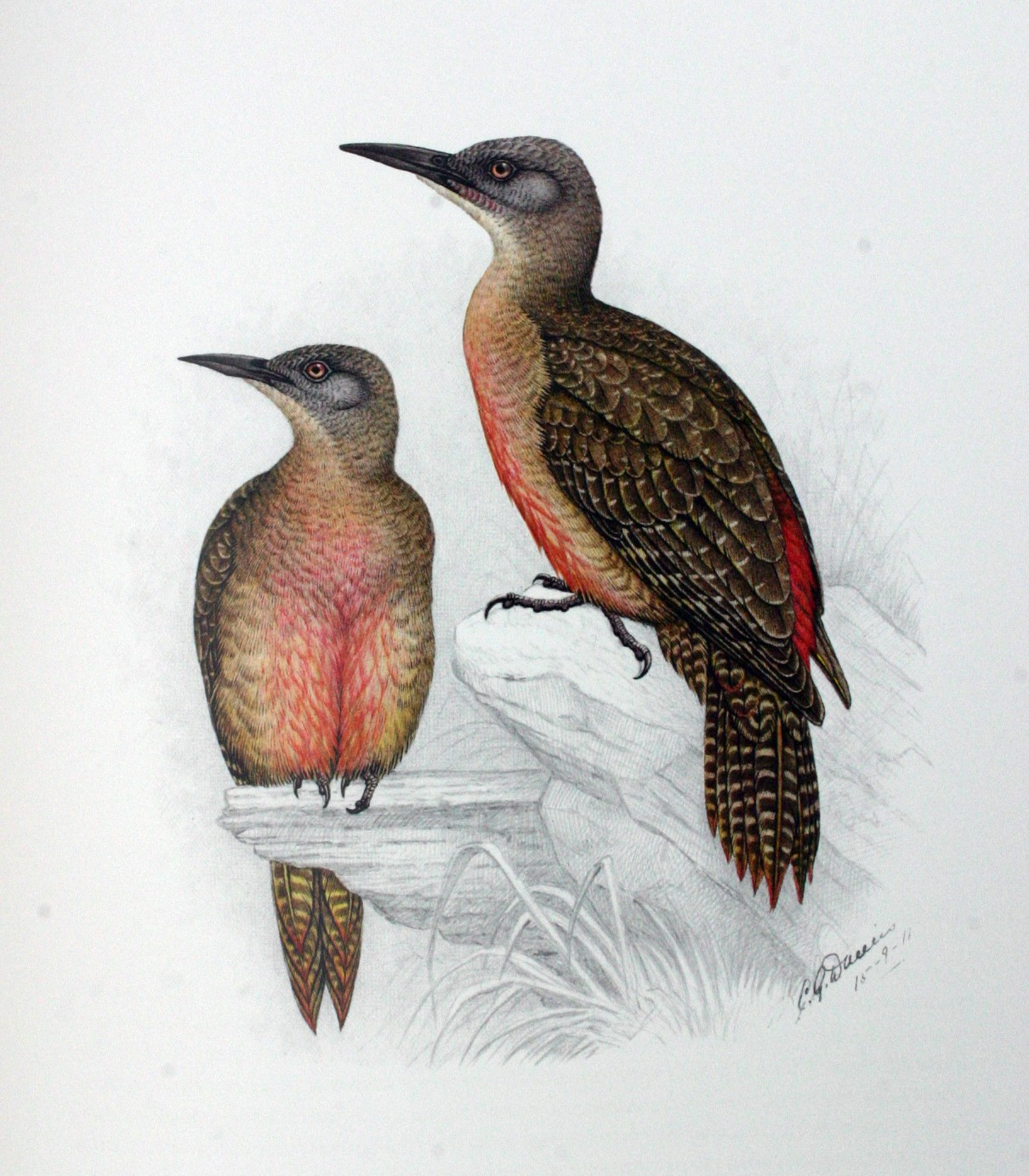
Picchio terragnolo
(Geocolaptes olivaceus)

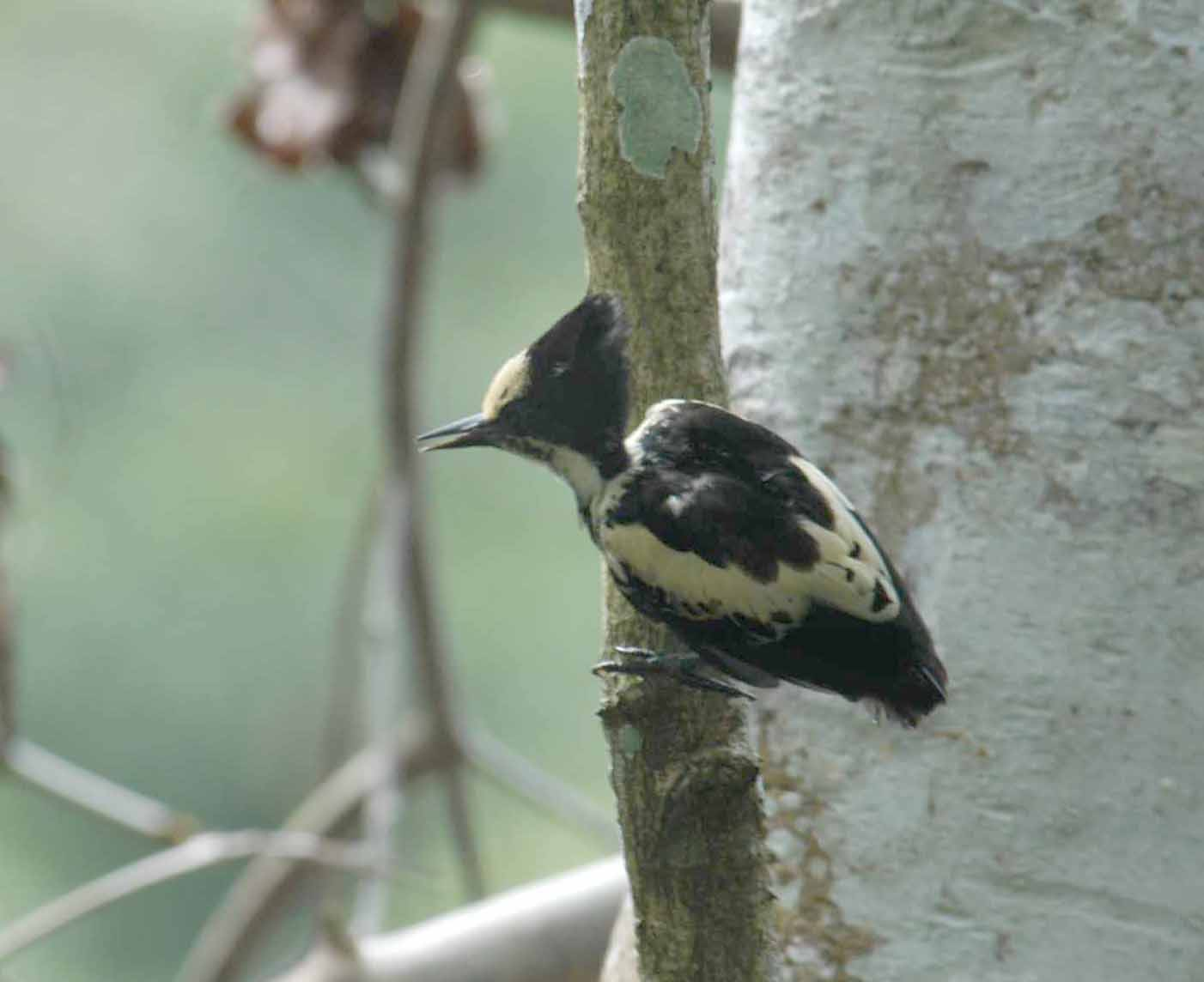
Picchio cordato
(Hemicircus canente)

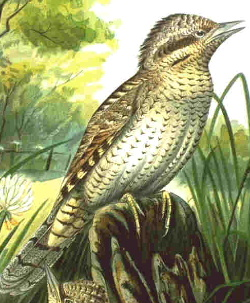
Torcicollo eurasiatico
(Jynx torquilla)

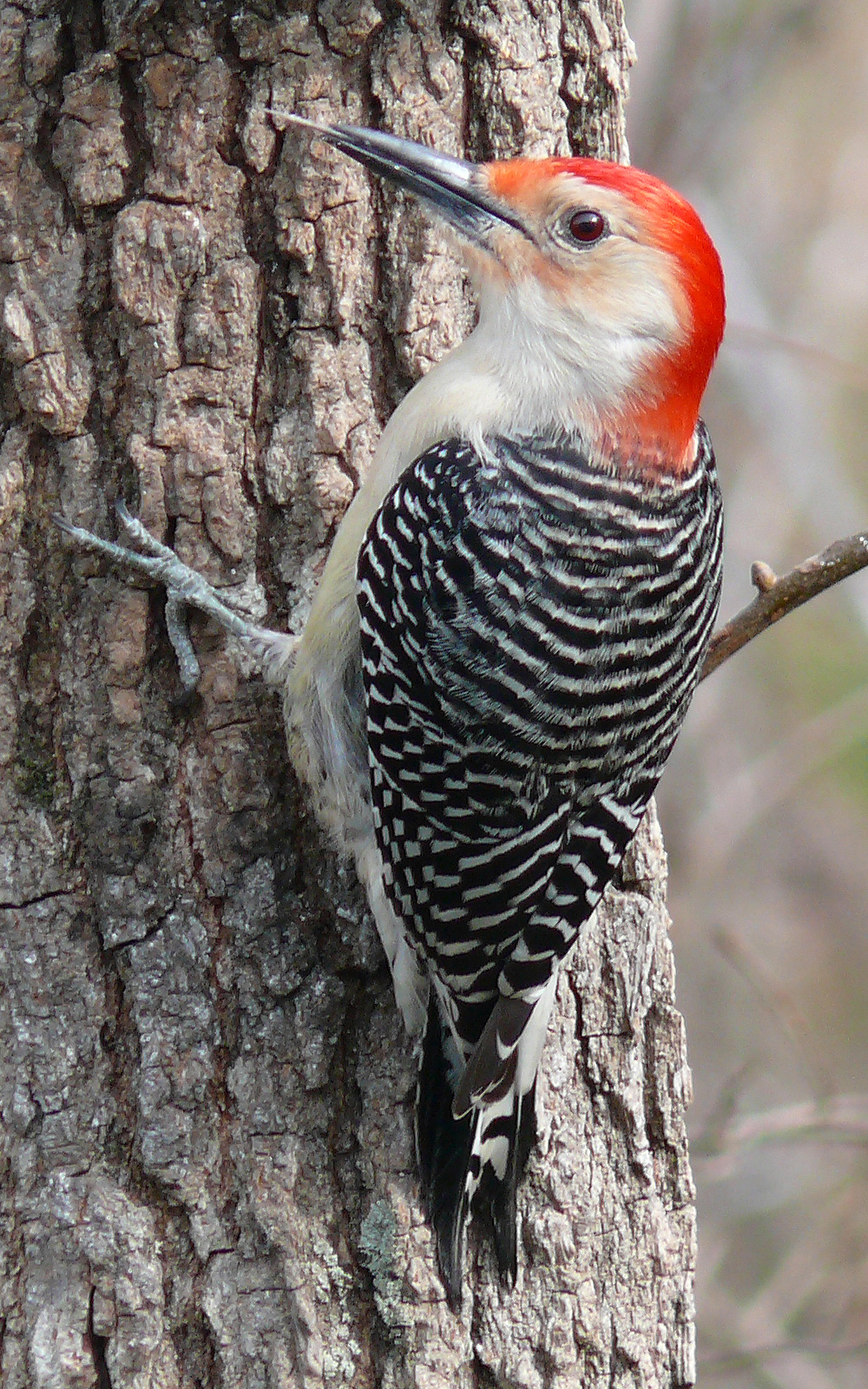
Picchio panciarossa
(Melanerpes carolinus)

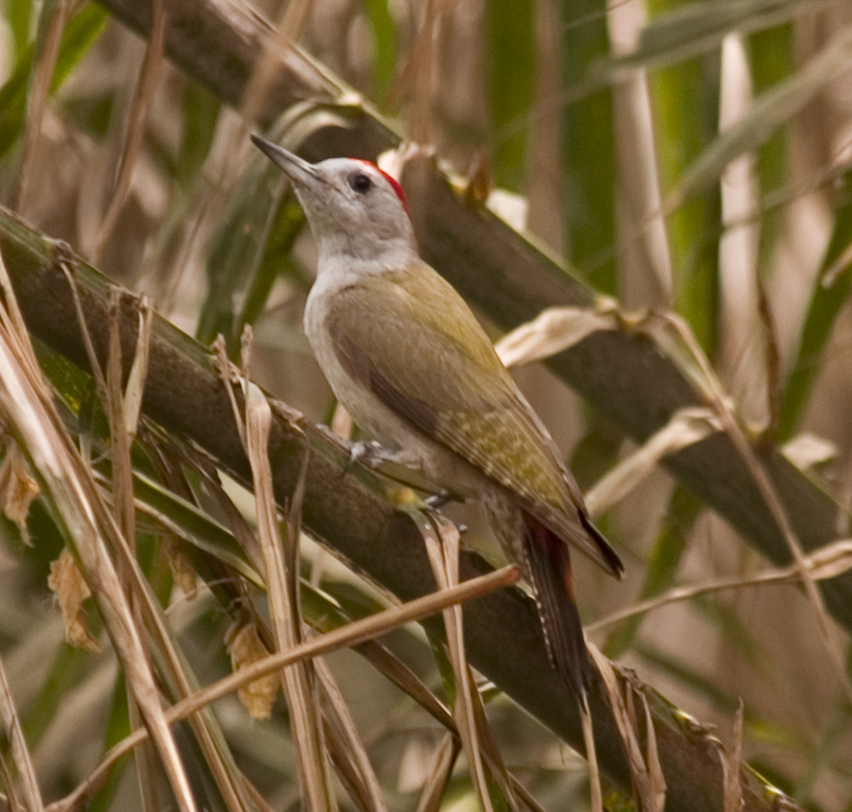
Picchio grigio maggiore
(Mesopicos goertae)

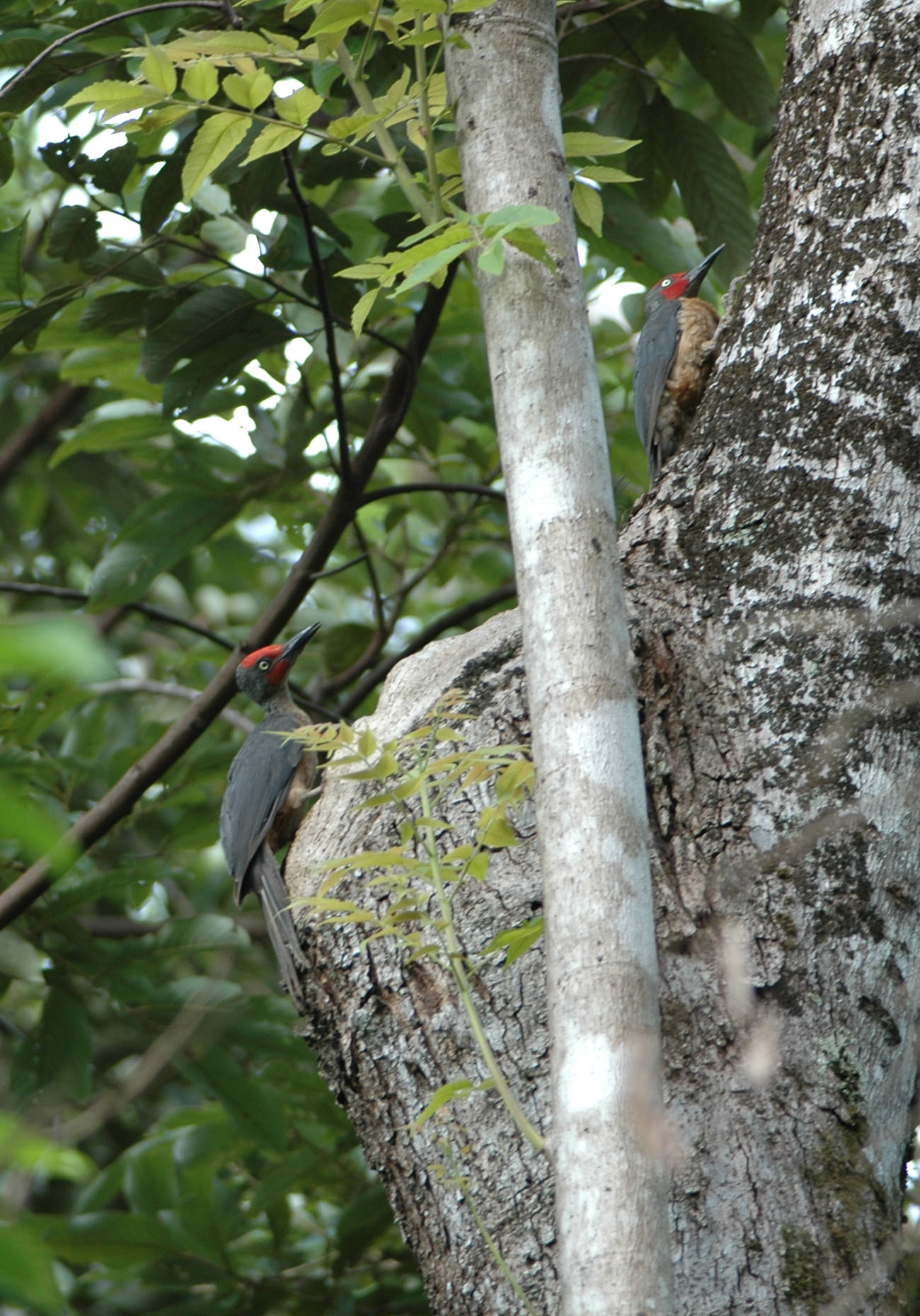
Picchio cinereo
(Mulleripicus fulvus)

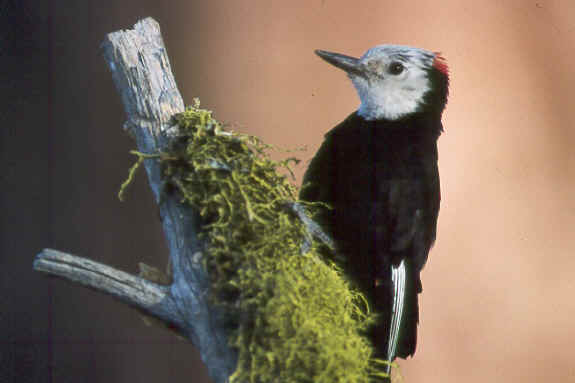
Picchio testabianca
(Picoides albolarvatus)

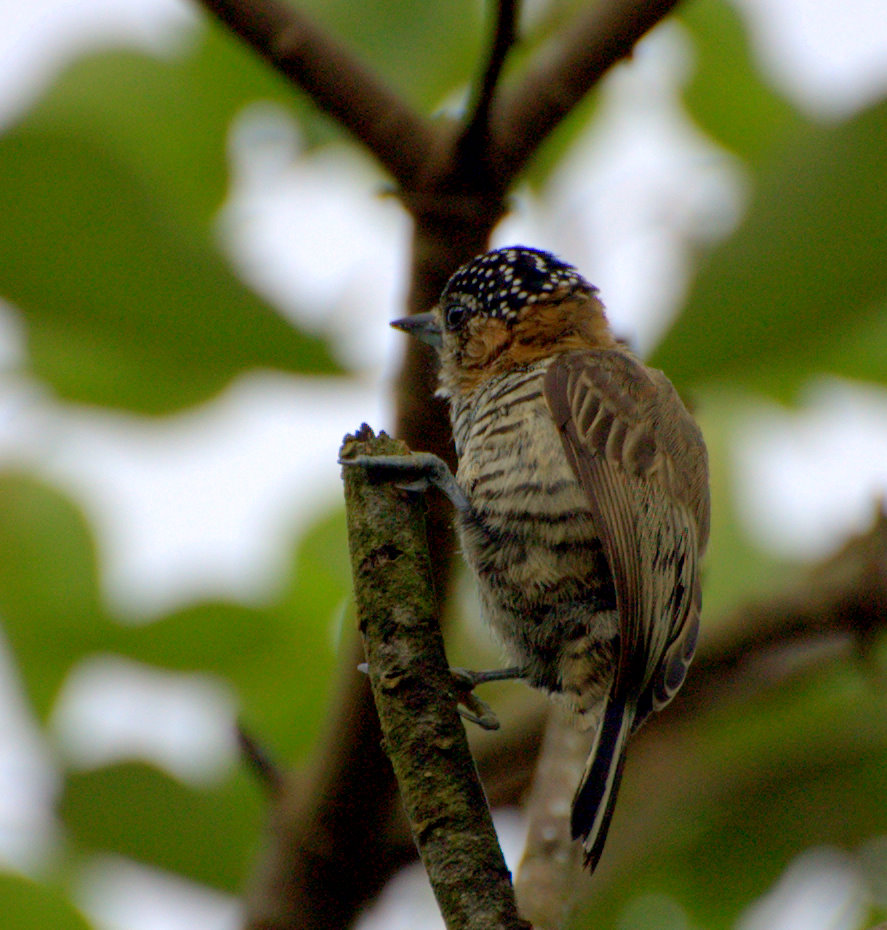
Picchiolo dal collare
(Picumnus temminckii)

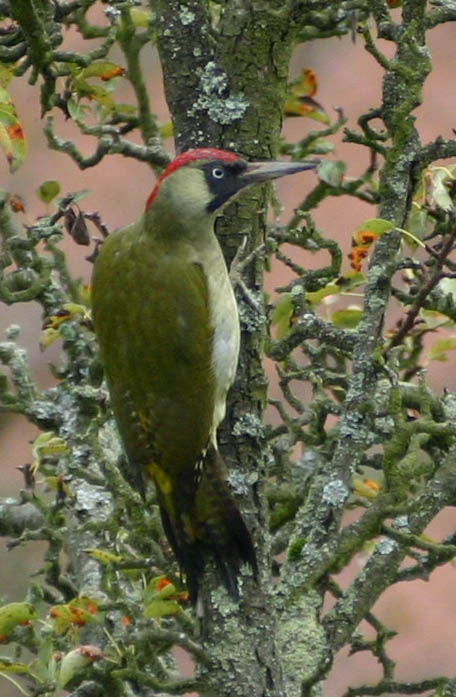
Picchio verde
(Picus viridis)

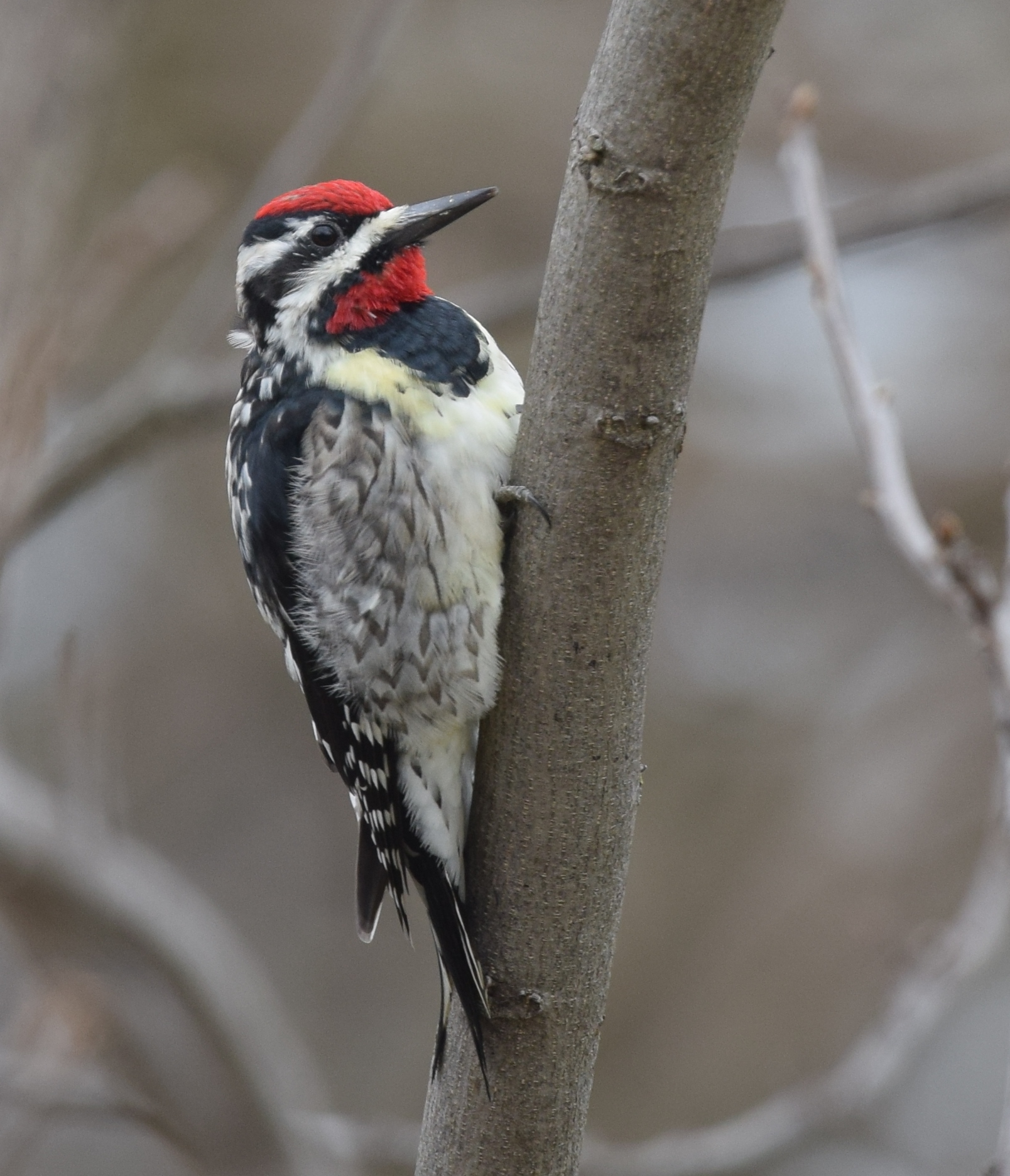
Picchio panciagialla
(Sphyrapicus varius)

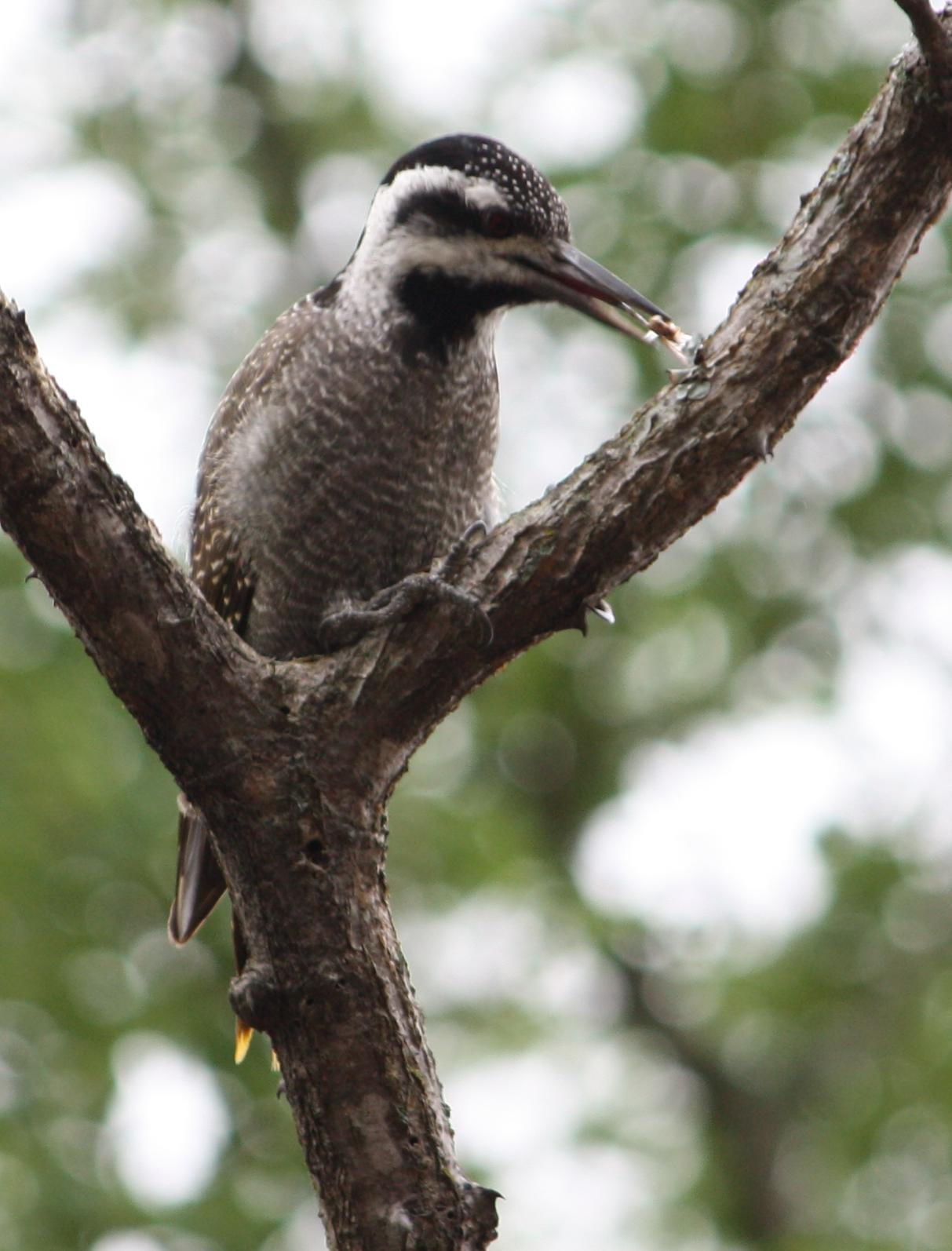
Picchio barbuto
(Thripias namaquus)

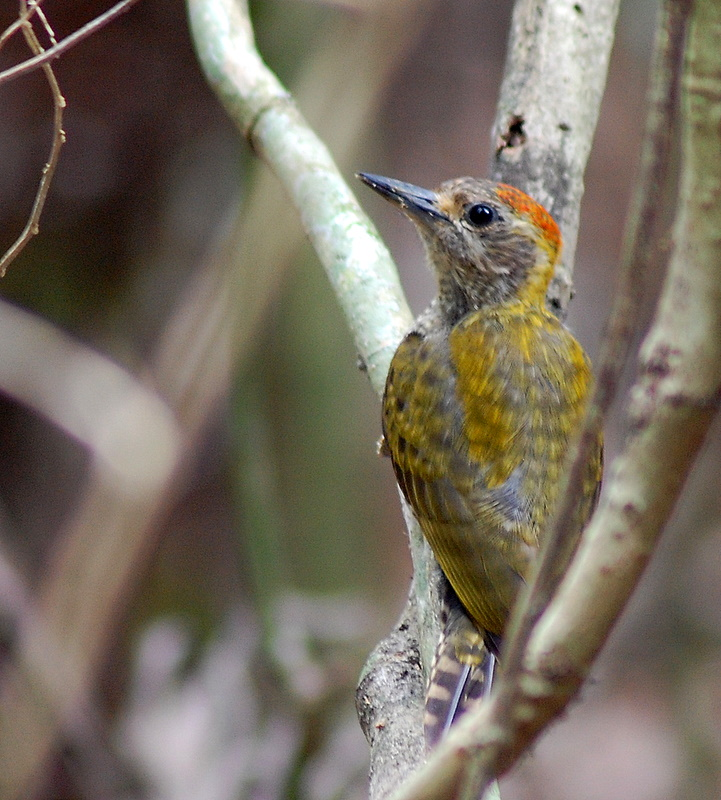
Picchio guancegialle
(Veniliornis maculifrons)

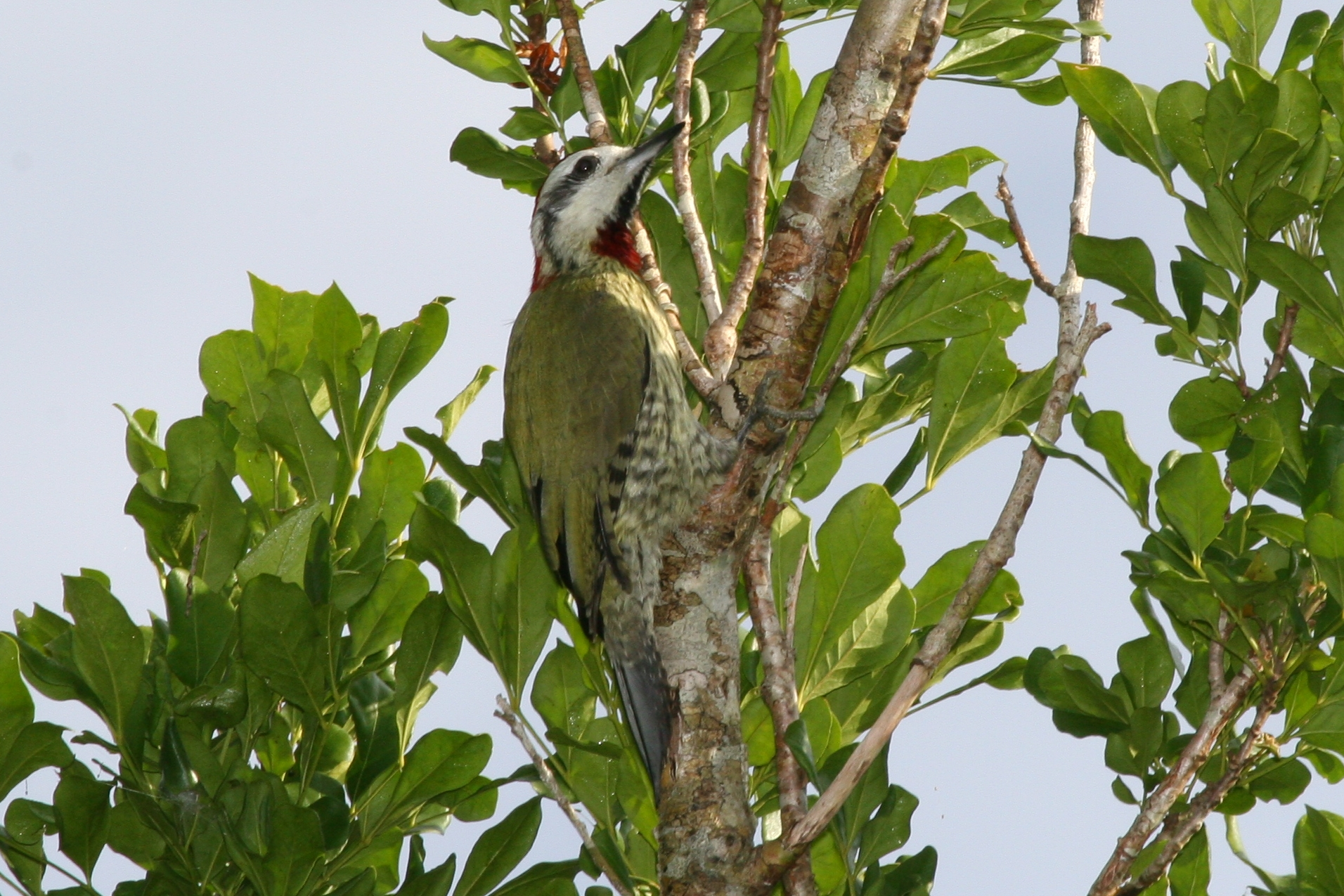
Picchio di Cuba
(Xiphidiopicus percussus)

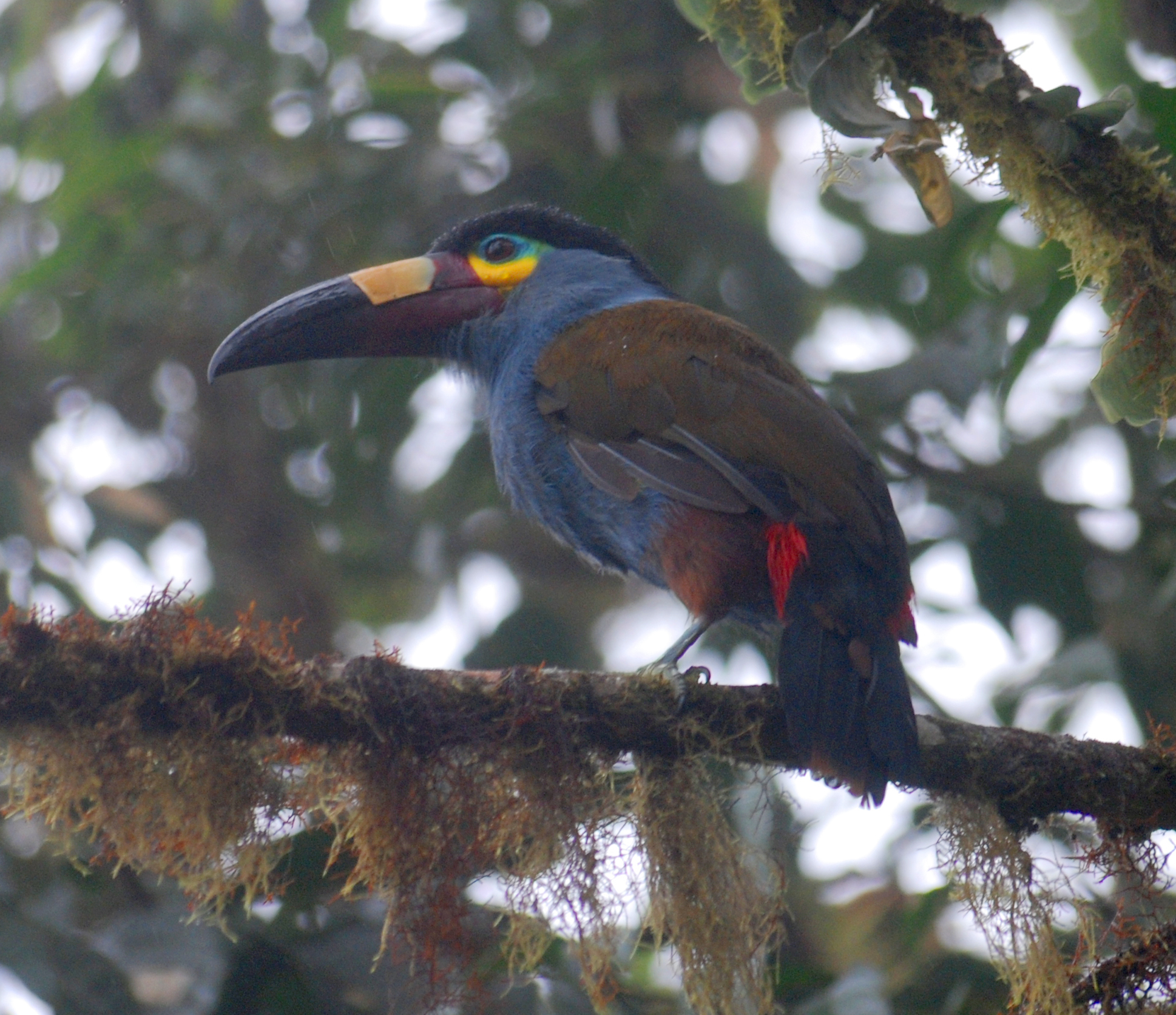
Tucano montano beccoplaccato
(Andigena laminirostris)

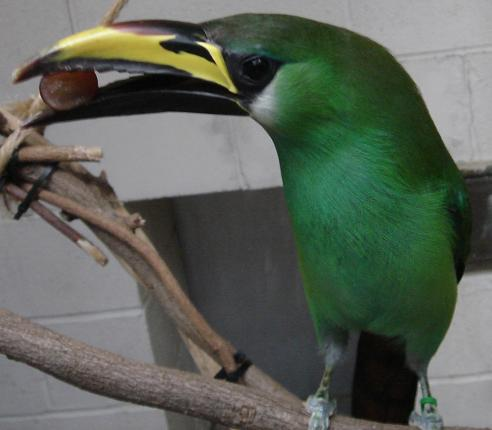
Tucanetto smeraldino
(Aulacorhynchus prasinus)

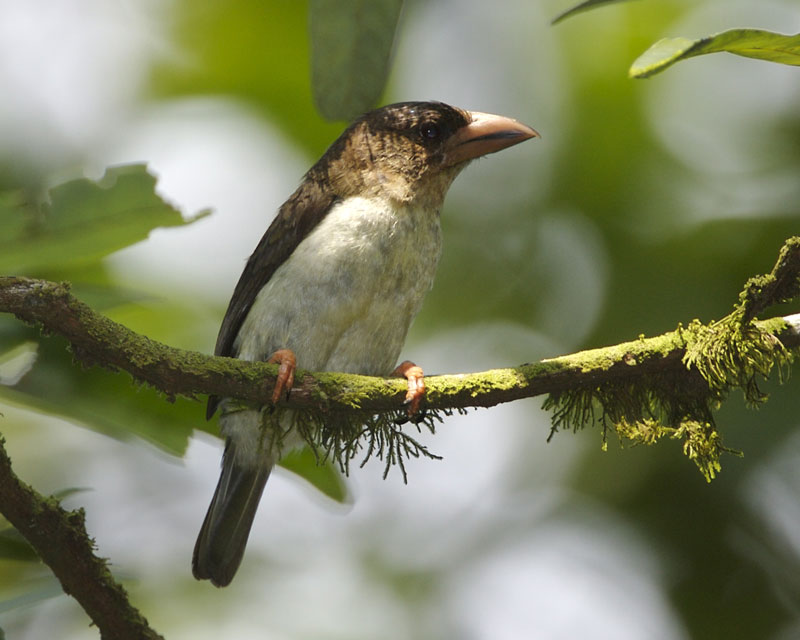
Barbetto bruno
(Caloramphus fuliginosus)

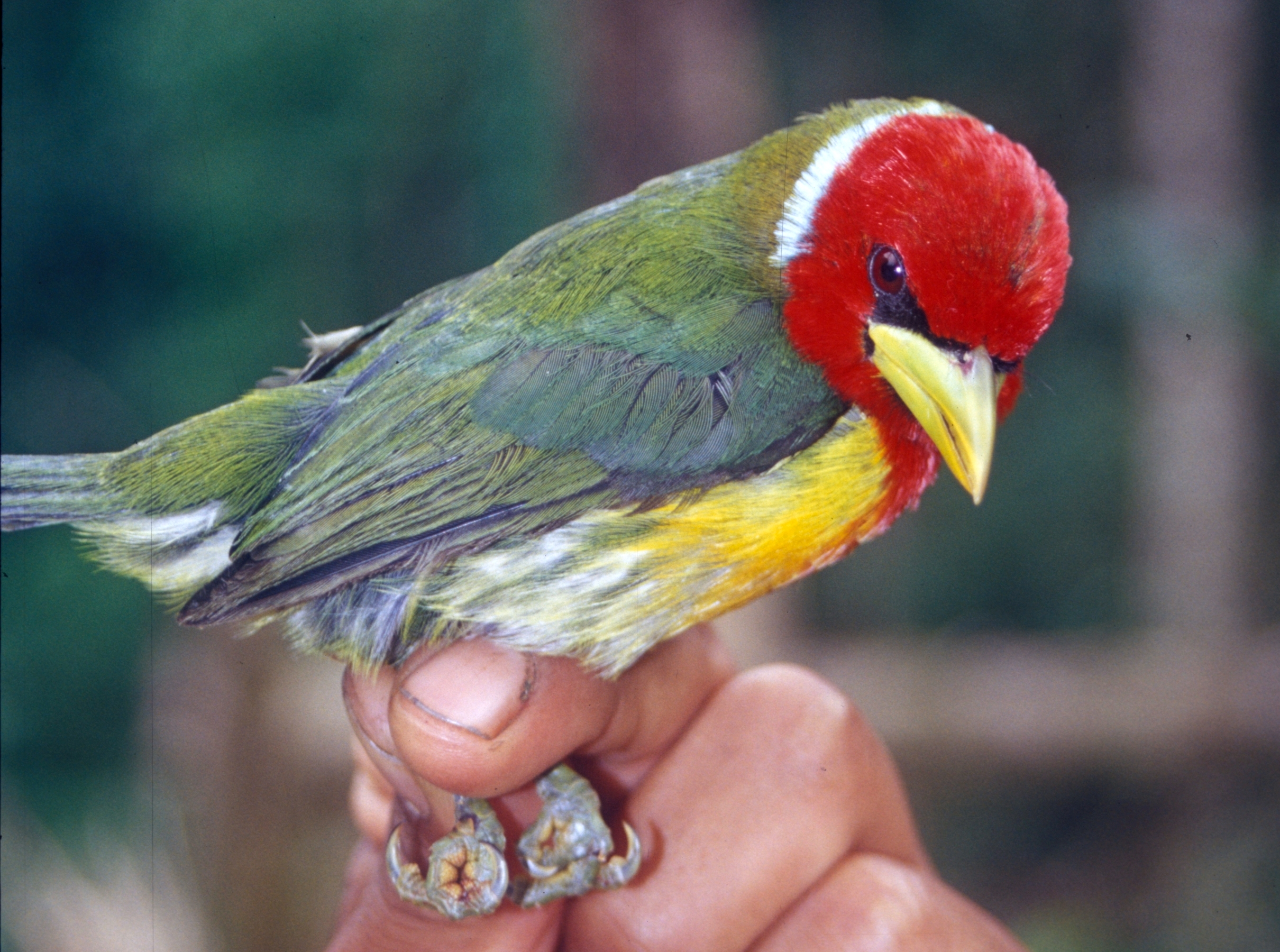
Barbetto testarossa
(Eubucco bourcierii)

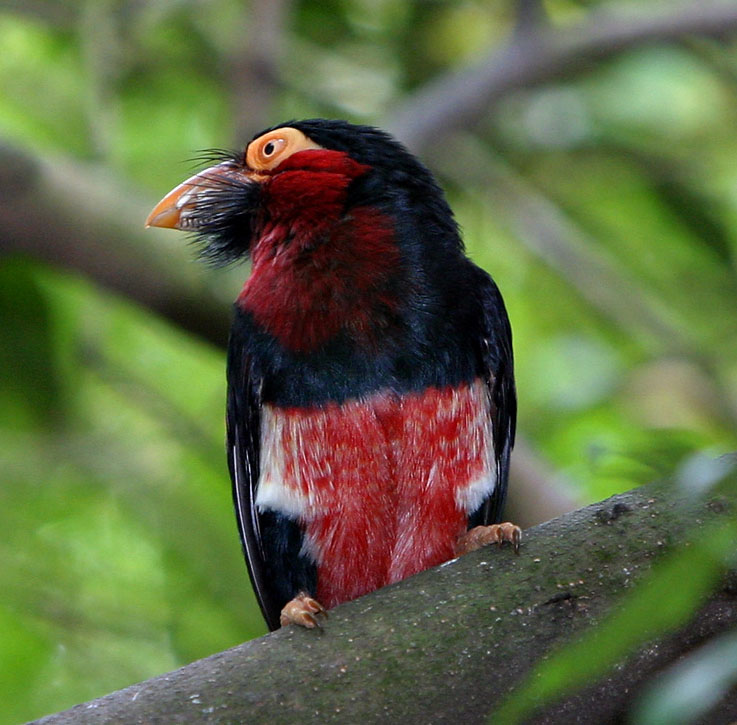
Barbetto dentato
(Lybius bidentatus)

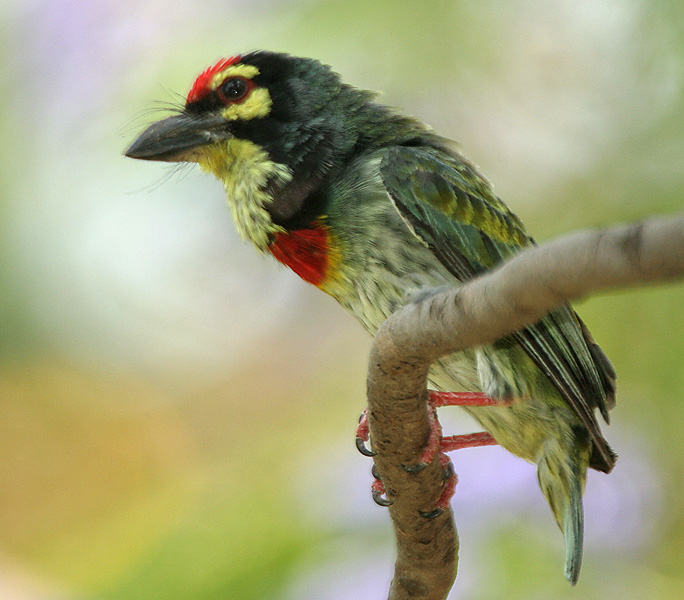
Barbetto ramatore
(Megalaima haemacephala)

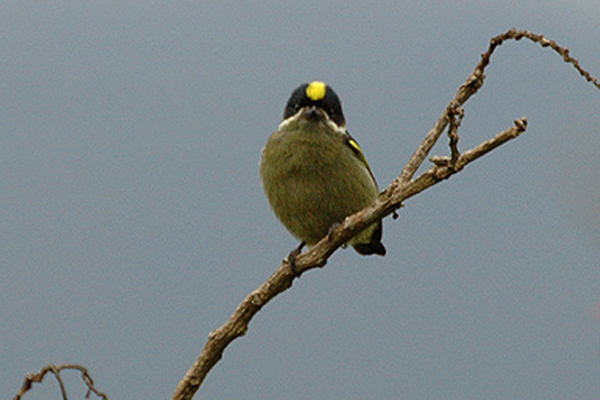
Barbettino occidentale
(Pogoniulus coryphaeus)

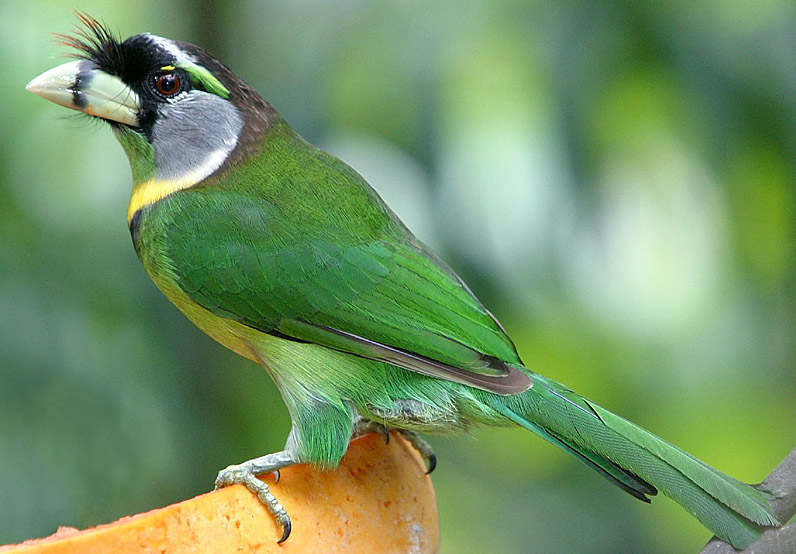
Barbetto ciuffoflammeo
(Psilopogon pyrolophus)

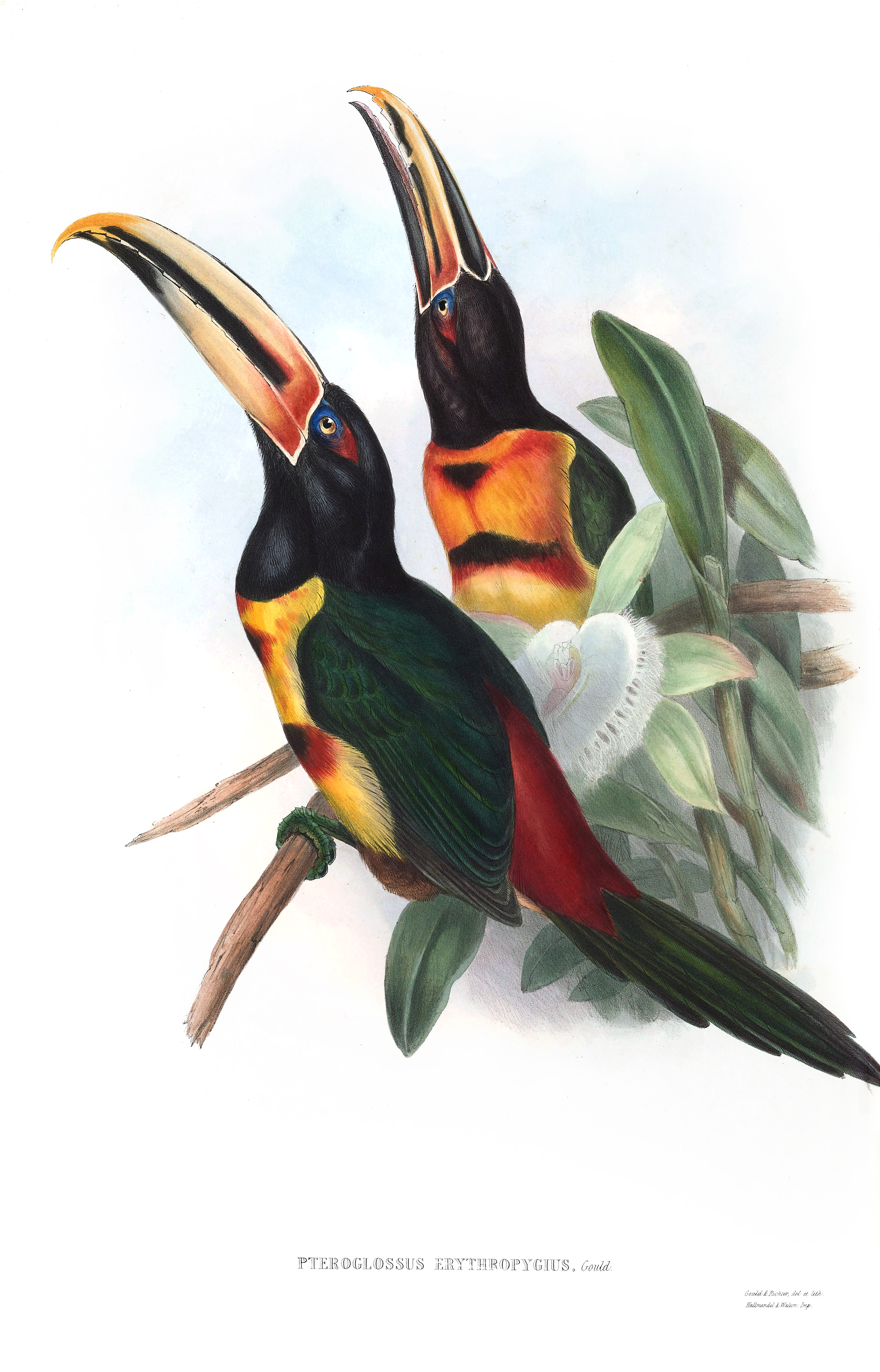
Aracari dal collare
(Pteroglossus torquatus)

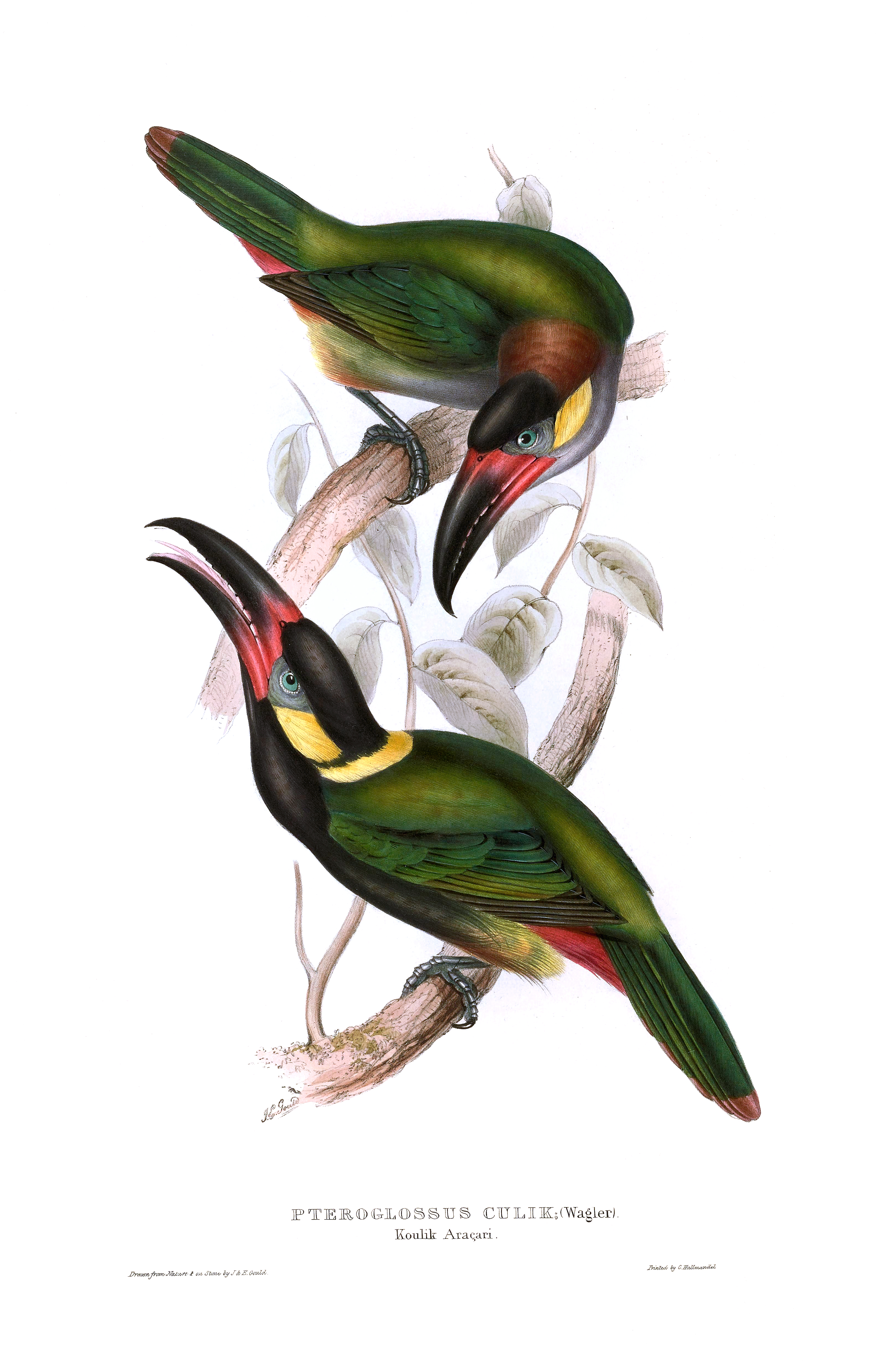
Tucanetto della Guyana
(Selenidera piperivora)

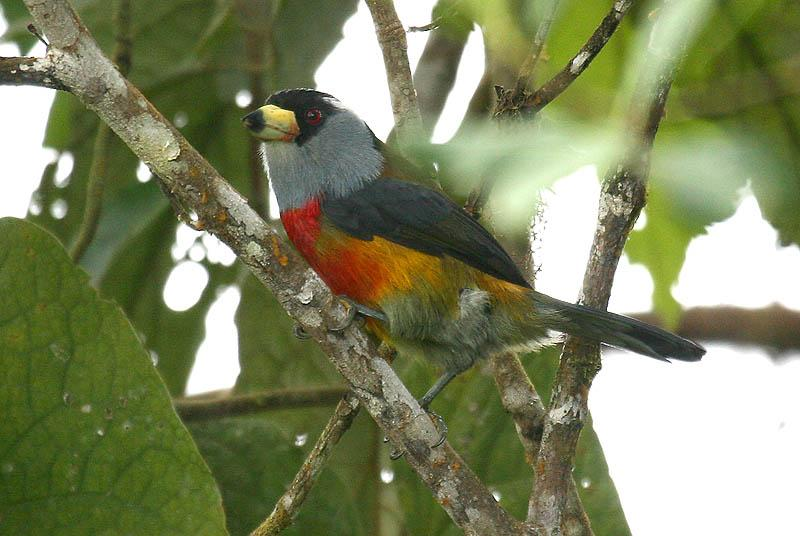
Barbetto tucano
(Semnornis ramphastinus)

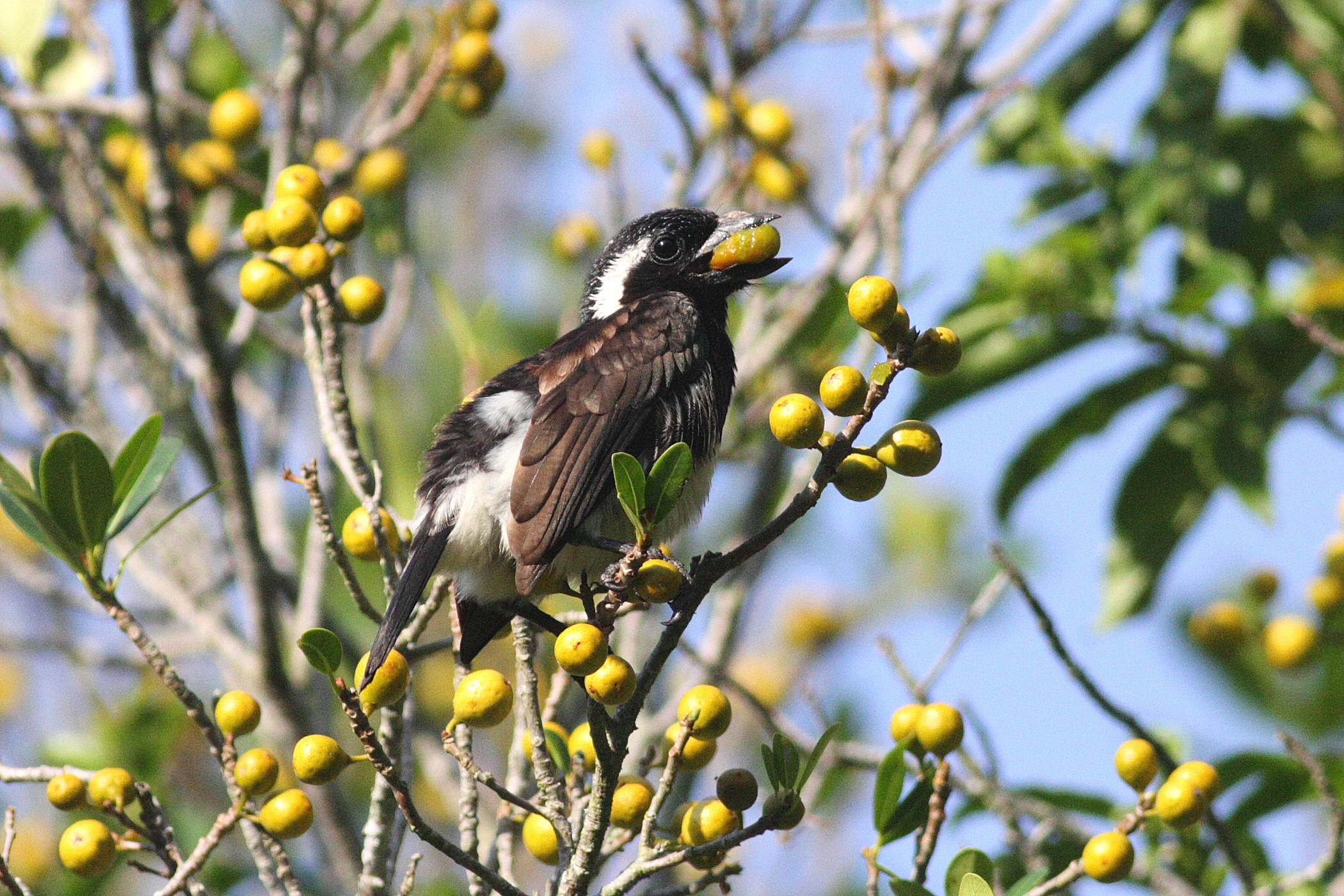
Barbetto dai sopraccigli
(Stactolaema leucotis)

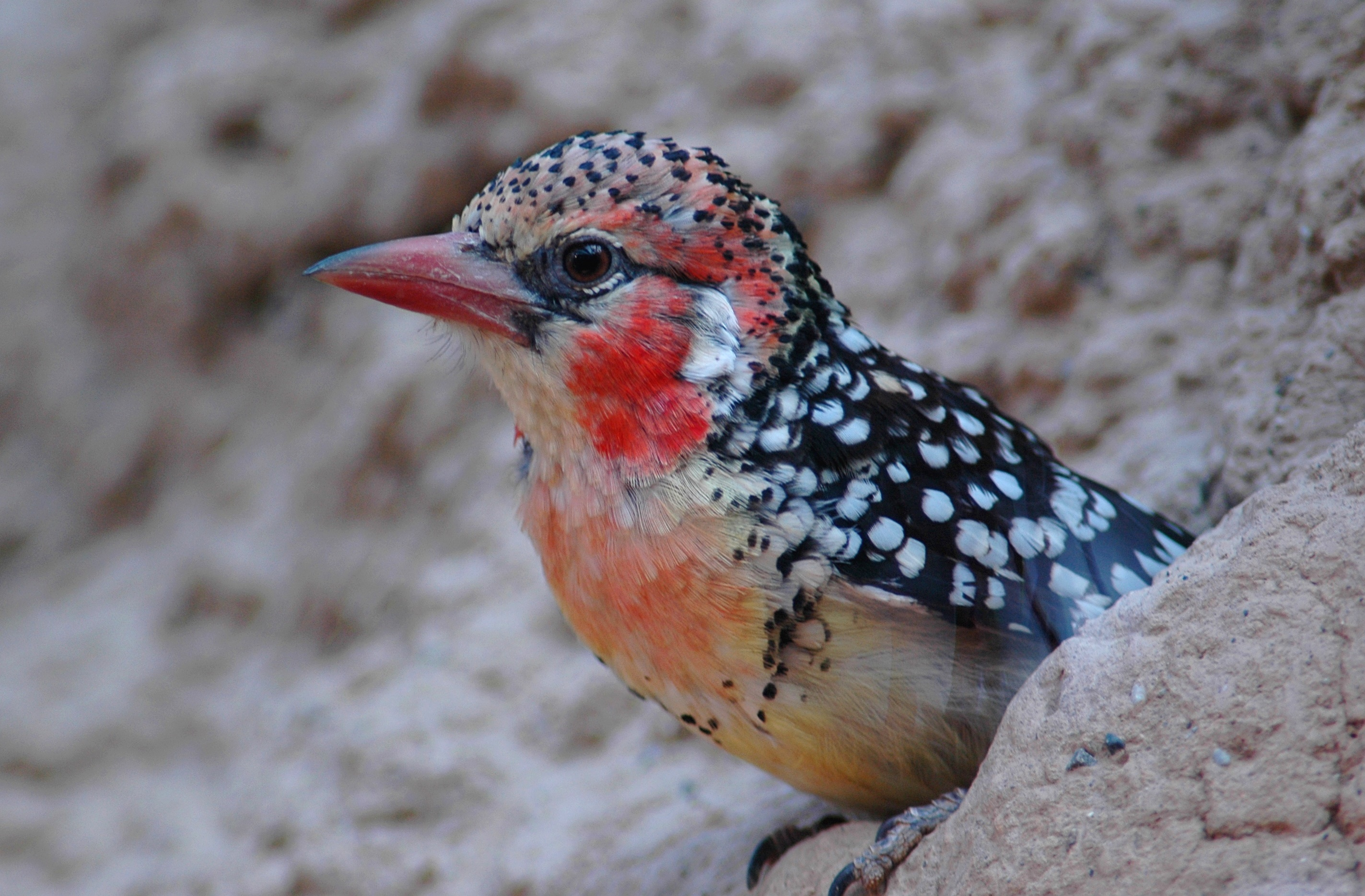
Barbetto giallorosso
(Trachyphonus erythrocephalus)

I Piciformi comprendono 438 specie, suddivise in nove famiglie:

### Famiglia Galbulidae
- Genere Galbalcyrhynchus
  - Galbalcyrhynchus leucotis Des Murs, 1845 - jacamar guancebianche
  - Galbalcyrhynchus purusianus Goeldi, 1904 - jacamar castano
- Genere Brachygalba
  - Brachygalba salmoni P.L.Sclater & Salvin, 1879 - jacamar dorsoscuro
  - Brachygalba goeringi P.L.Sclater & Salvin, 1869 - jacamar testachiara
  - Brachygalba lugubris (Swainson, 1838) - jacamar bruno
  - Brachygalba albogularis (von Spix, 1824) - jacamar golabianca
- Genere Jacamaralcyon
  - Jacamaralcyon tridactyla (Vieillot, 1817) - jacamar tridattilo
- Genere Galbula
  - Galbula albirostris Latham, 1790 - jacamar beccogiallo
  - Galbula cyanicollis Cassin, 1851 - jacamar guanceblu
  - Galbula ruficauda Cuvier, 1816 - jacamar codarossiccia
  - Galbula galbula (Linnaeus, 1766) - jacamar codaverde
  - Galbula pastazae Taczanowski & Berlepsch, 1885 - jacamar pettorame
  - Galbula tombacea von Spix, 1824 - jacamar mentobianco
  - Galbula cyanescens Deville, 1849 - jacamar frontebluastra
  - Galbula chalcothorax P.L.Sclater, 1855 - jacamar violaceo
  - Galbula leucogastra Vieillot, 1817 - jacamar bronzeo
  - Galbula dea (Linnaeus, 1758) - jacamar del paradiso
- Genere Jacamerops
  - Jacamerops aureus (Statius Müller, 1776) - jacamar maggiore

### Famiglia Bucconidae
- Genere Notharchus
  - Notharchus hyperrhynchus (P.L.Sclater, 1856) - piumino collobianco
  - Notharchus macrorhynchos (J.F.Gmelin, 1788) - piumino della Guyana
  - Notharchus swainsoni (G.R.Gray, 1846) - piumino panciacamoscio
  - Notharchus pectoralis (G.R.Gray, 1846) - piumino pettonero
  - Notharchus ordii (Cassin, 1851) - piumino bandacastana
  - Notharchus tectus (Boddaert, 1783) - piumino bianconero
- Genere Bucco
  - Bucco macrodactylus (von Spix, 1824) - piumino capocastano
  - Bucco tamatia J.F.Gmelin, 1788 - piumino macchiato
  - Bucco noanamae Hellmayr, 1909 - piumino capocenere
  - Bucco capensis Linnaeus, 1766 - piumino dal collare
- Genere Nystalus
  - Nystalus radiatus (P.L.Sclater, 1854) - piumino barrato
  - Nystalus chacuru (Vieillot, 1816) - piumino guancebianche
  - Nystalus striolatus (Pelzeln, 1856) - piumino striolato
  - Nystalus maculatus (J.F.Gmelin, 1788) - piumino dorsomacchiato
  - Nystalus striatipectus (P.L.Sclater, 1854) - piumino pettostriato
- Genere Hypnelus
  - Hypnelus ruficollis (Wagler, 1829) - piumino golarossiccia
  - Hypnelus bicinctus (Gould, 1837) - piumino bifasciato
- Genere Malacoptila
  - Malacoptila striata (von Spix, 1824) - piumino semilunato
  - Malacoptila fusca (J.F.Gmelin, 1788) - piumino pettobianco
  - Malacoptila semicincta Todd, 1925 - piumino dal semicollare
  - Malacoptila fulvogularis P.L.Sclater, 1854 - piumino strienere
  - Malacoptila rufa (von Spix, 1824) - piumino collorossiccio
  - Malacoptila panamensis Lafresnaye, 1847 - piumino baffibianchi
  - Malacoptila mystacalis (Lafresnaye, 1850) - piumino dai mustacchi
- Genere Micromonacha
  - Micromonacha lanceolata (Deville, 1849) - monachino lanceolato
- Genere Nonnula
  - Nonnula rubecula (von Spix, 1824) - monachina pettoruggine
  - Nonnula sclateri Hellmayr, 1907 - monachina mentofulvo
  - Nonnula brunnea P.L.Sclater, 1881 - monachina bruna
  - Nonnula frontalis (P.L.Sclater, 1854) - monachina guancegrigie
  - Nonnula ruficapilla (Tschudi, 1844) - monachina caporossiccio
  - Nonnula amaurocephala Chapman, 1921 - monachina testacastana
- Genere Hapaloptila
  - Hapaloptila castanea (J.Verreaux, 1866) - monaca facciabianca
- Genere Monasa
  - Monasa atra (Boddaert, 1783) - monaca nera
  - Monasa nigrifrons (von Spix, 1824) - monaca frontenera
  - Monasa morphoeus (Hahn & Küster, 1823) - monaca frontebianca
  - Monasa flavirostris Strickland, 1850 - monaca beccogiallo
- Genere Chelidoptera
  - Chelidoptera tenebrosa (Pallas, 1782) - piumino ali di rondine

### Famiglia Capitonidae
- Genere Capito
  - Capito aurovirens (Cuvier, 1829) - barbetto caposcarlatto
  - Capito wallacei O'Neill, Lane, Kratter, Capparella & Fox, 2000 - barbetto bandascarlatta
  - Capito fitzpatricki Seeholzer et al, 2012 - barbetto del Sira
  - Capito maculicoronatus Lawrence, 1861 - barbetto capomacchiato
  - Capito squamatus Salvin, 1876 - barbetto frontearancio
  - Capito hypoleucus Salvin, 1897 - barbetto mantobianco
  - Capito dayi Cherrie, 1916 - barbetto fascianera
  - Capito brunneipectus Chapman, 1921 - barbetto pettobruno
  - Capito niger (Statius Müller, 1776) - barbetto macchienere
  - Capito auratus (Dumont, 1805) - barbetto dorato
  - Capito quinticolor Elliot, 1865 - barbetto cinquecolori
- Genere Eubucco
  - Eubucco richardsoni (G.R.Gray, 1846) - barbetto golalimone
  - Eubucco bourcierii (Lafresnaye, 1845) - barbetto testarossa
  - Eubucco tucinkae (Seilern, 1913) - barbetto monaco
  - Eubucco versicolor (Statius Müller, 1776) - barbetto versicolore

### Famiglia Semnornithidae
- Genere Semnornis
  - Semnornis frantzii (P.L.Sclater, 1864) - barbuto di Frantzius
  - Semnornis ramphastinus (Jardine, 1855) - barbuto tucanetto

### Famiglia Ramphastidae
- Genere Aulacorhynchus
  - Aulacorhynchus wagleri (J.H.C.F.Sturm  & J.W.Sturm, 1841) - tucanetto di Wagler
  - Aulacorhynchus prasinus (Gould, 1833) - tucanetto smeraldino
  - Aulacorhynchus caeruleogularis (Gould, 1853) - tucanetto golablu
  - Aulacorhynchus albivitta (Boissonneau, 1840) - tucanetto delle Ande
  - Aulacorhynchus atrogularis (J.H.C.F.Sturm  & J.W.Sturm, 1841) - tucanetto golanera
  - Aulacorhynchus sulcatus (Swainson, 1820) - tucanetto beccosolcato
  - Aulacorhynchus derbianus Gould, 1835 - tucanetto codacastana
  - Aulacorhynchus whitelianus (Salvin & Godman, 1882) - tucanetto di Whitely
  - Aulacorhynchus haematopygus (Gould, 1835) - tucanetto groppacremisi
  - Aulacorhynchus huallagae Carriker, 1933 - tucanetto dai sopraccigli
  - Aulacorhynchus coeruleicinctis d'Orbigny, 1840 - tucanetto bandablu
- Genere Pteroglossus
  - Pteroglossus viridis (Linnaeus, 1766) - aracari verde
  - Pteroglossus inscriptus Swainson, 1822 - aracari scritto
  - Pteroglossus bitorquatus Vigors, 1826 - aracari collorosso
  - Pteroglossus azara (Vieillot, 1819) - aracari beccoavorio
  - Pteroglossus mariae Gould, 1854 - aracari beccobruno
  - Pteroglossus aracari (Linnaeus, 1758) - aracari collonero
  - Pteroglossus castanotis Gould, 1834 - aracari guancecastane
  - Pteroglossus pluricinctus Gould, 1835 - aracari fasciato
  - Pteroglossus torquatus (J.F.Gmelin, 1788) - aracari dal collare
  - Pteroglossus sanguineus Gould, 1854 - aracari beccostriato
  - Pteroglossus erythropygius Gould, 1843 - aracari beccochiaro
  - Pteroglossus frantzii Cabanis, 1861 - aracari beccoflammeo
  - Pteroglossus beauharnaesii Wagler, 1832 - aracari crestariccia
  - Pteroglossus bailloni (Vieillot, 1819) - tucanetto zafferano
- Genere Selenidera
  - Selenidera spectabilis Cassin, 1858 - tucanetto guancegialle
  - Selenidera piperivora (Linnaeus, 1758) - tucanetto della Guyana
  - Selenidera reinwardtii (Wagler, 1827) - tucanetto dal collare
  - Selenidera nattereri (Gould, 1835) - tucanetto ciufficrema
  - Selenidera gouldii (Natterer, 1837) - tucanetto di Gould
  - Selenidera maculirostris (Lichtenstein, 1823) - tucanetto beccomacchiato
- Genere Andigena
  - Andigena hypoglauca (Gould, 1833) - tucano montano pettogrigio
  - Andigena laminirostris Gould, 1851 - tucano montano beccoplaccato
  - Andigena cucullata (Gould, 1846) - tucano montano monaco
  - Andigena nigrirostris (Waterhouse, 1839) - tucano montano becconero
- Genere Ramphastos
  - Ramphastos dicolorus Linnaeus, 1766 - tucano pettorosso
  - Ramphastos vitellinus Lichtenstein, 1823 - tucano scanalato
  - Ramphastos citreolaemus Gould, 1844 - tucano golacitrina
  - Ramphastos brevis Meyer de Schauensee, 1945 - tucano del Chocò
  - Ramphastos sulfuratus Lesson, 1830 - tucano carenato
  - Ramphastos toco Statius Müller, 1776 - tucano toco
  - Ramphastos tucanus Linnaeus, 1758 - tucano beccorosso
  - Ramphastos ambiguus Swainson, 1823 - tucano becconero

### Famiglia Megalaimidae
- Genere Psilopogon
  - Psilopogon pyrolophus S.Müller, 1836 - barbetto ciuffoflammeo
  - Psilopogon virens (Boddaert, 1783) - barbetto maggiore
  - Psilopogon lagrandieri (J.Verreaux, 1868) - barbetto culorosso
  - Psilopogon zeylanicus (J.F.Gmelin, 1788) - barbetto testabruna
  - Psilopogon lineatus (Vieillot, 1816) - barbetto lineato
  - Psilopogon viridis (Boddaert, 1783) - barbetto guancebianche
  - Psilopogon faiostrictus (Temminck, 1832) - barbetto guanceverdi
  - Psilopogon corvinus (Temminck, 1831) - barbetto golabruna
  - Psilopogon chrysopogon (Temminck, 1824) - barbetto baffidorati
  - Psilopogon rafflesii (Lesson, 1839) - barbetto capirosso
  - Psilopogon mystacophanos (Temminck, 1824) - barbetto golarossa
  - Psilopogon javensis (Horsfield, 1821) - barbetto bandanera
  - Psilopogon flavifrons (Cuvier, 1816) - barbetto frontegialla
  - Psilopogon franklinii (Blyth, 1842) - barbetto goladorata
  - Psilopogon oorti (S.Müller, 1836) - barbetto ciglianere
  - Psilopogon annamensis (Robinson & Kloss, 1919) - barbetto del Vietnam
  - Psilopogon faber Swinhoe, 1870 - barbetto della Cina
  - Psilopogon nuchalis Gould, 1863 - barbetto di Taiwan
  - Psilopogon asiaticus (Latham, 1790) - barbetto golablu
  - Psilopogon monticola (Sharpe, 1889) - barbetto montano
  - Psilopogon incognitus Hume, 1874 - barbetto dai mustacchi
  - Psilopogon henricii (Temminck, 1831) - barbetto capogiallo
  - Psilopogon armillaris (Temminck, 1821) - barbetto fronteflammea
  - Psilopogon pulcherrimus Sharpe, 1888 - barbetto nucadorata
  - Psilopogon australis (Horsfield, 1821) - barbetto guanceblu
  - Psilopogon duvaucelii (R.Lesson, 1830)
  - Psilopogon eximius (Sharpe, 1892) - barbetto del Borneo
  - Psilopogon rubricapillus (J.F.Gmelin, 1788) - barbetto frontecremisi
  - Psilopogon malabaricus (Blyth, 1847) - barbetto frontecremisi
  - Psilopogon haemacephalus (Statius Müller, 1776) - barbetto ramatore
- Genere Caloramphus
  - Caloramphus fuliginosus (Temminck, 1830) - barbetto bruno
  - Caloramphus hayii (J.E.Gray,1831) - barbetto di Hayi

### Famiglia Lybiidae
- Genere Gymnobucco
  - Gymnobucco bonapartei Hartlaub, 1854 - barbetto golagrigia
  - Gymnobucco sladeni Ogilvie-Grant, 1907 - barbetto di Sladen
  - Gymnobucco peli Hartlaub, 1857 - barbetto beccosetoloso
  - Gymnobucco calvus (Lafresnaye, 1841) - barbetto faccianuda
- Genere Stactolaema
  - Stactolaema leucotis (Sundevall, 1850) - barbetto dai sopraccigli
  - Stactolaema whytii (Shelley, 1893) - barbetto di Whyte
  - Stactolaema anchietae (Barboza du Bocage, 1869) - barbetto di Anchieta
  - Stactolaema olivacea (Shelley, 1880) - barbetto verde
- Genere Pogoniulus
  - Pogoniulus scolopaceus (Bonaparte, 1850) - barbettino marezzato
  - Pogoniulus simplex (G.A.Fischer & Reichenow, 1884) - barbettino verde
  - Pogoniulus leucomystax (Sharpe, 1892) - barbettino dai mustacchi
  - Pogoniulus coryphaea (Reichenow, 1892) - barbettino occidentale
  - Pogoniulus atroflavus (Sparrman, 1798) - barbettino culorosso
  - Pogoniulus subsulphureus (Fraser, 1843) - barbettino golagialla
  - Pogoniulus bilineatus (Sundevall, 1850) - barbettino groppagialla
  - Pogoniulus makawai Benson & Irwin, 1965 - barbettino pettobianco
  - Pogoniulus pusillus (Dumont, 1805) - barbettino fronterossa
  - Pogoniulus chrysoconus (Temminck, 1832) - barbettino frontegialla
- Genere Buccanodon
  - Buccanodon duchaillui (Cassin, 1855) - barbetto macchiegialle
- Genere Tricholaema
  - Tricholaema hirsuta (Swainson, 1821) - barbetto pettovilloso
  - Tricholaema diademata (Heuglin, 1861) - barbetto fronterossa
  - Tricholaema frontata (Cabanis, 1880) - barbetto del miombo
  - Tricholaema leucomelas (Boddaert, 1783) - barbetto bianconero
  - Tricholaema lacrymosa Cabanis, 1878 - barbetto fianchimacchiati
  - Tricholaema melanocephala (Cretzschmar, 1829) - barbetto golanera
- Genere Lybius
  - Lybius undatus (Rüppell, 1837) - barbetto fasciato
  - Lybius vieilloti (Leach, 1815) - barbetto di Vieillot
  - Lybius leucocephalus (de Filippi, 1853) - barbetto testabianca
  - Lybius chaplini S.Clarke, 1920 - barbetto di Chaplin
  - Lybius rubrifacies (Reichenow, 1892) - barbetto facciarossa
  - Lybius guifsobalito Hermann, 1783 - barbetto becconero
  - Lybius torquatus (Dumont, 1805) - barbetto dal collare
  - Lybius melanopterus (W.Peters, 1854) - barbetto bandabruna
  - Lybius minor (Cuvier, 1816) - barbetto dorsonero
  - Lybius bidentatus (Shaw, 1799) - barbetto dentato
  - Lybius dubius (J.F.Gmelin, 1788) - barbetto barbuto
  - Lybius rolleti (de Filippi, 1853) - barbetto pettonero
- Genere Trachyphonus
  - Trachyphonus purpuratus J.Verreaux & E.Verreaux, 1851 - barbetto beccogiallo
  - Trachyphonus vaillantii Ranzani, 1821 - barbetto crestato
  - Trachyphonus erythrocephalus Cabanis, 1878 - barbetto testarossa
  - Trachyphonus margaritatus (Cretzschmar, 1828) - barbetto pettogiallo
  - Trachyphonus darnaudii (Prévost & Des Murs, 1847) - barbetto di D'Arnaud

### Famiglia Indicatoridae
- Genere Prodotiscus
  - Prodotiscus insignis (Cassin, 1856) - indicatore di Cassin
  - Prodotiscus regulus Sundevall, 1850 - indicatore di Wahlberg
  - Prodotiscus zambesiae Shelley, 1894 - indicatore dorsoverde
- Genere Melignomon
  - Melignomon eisentrauti Louette, 1981 - indicatore piedigialli
  - Melignomon zenkeri Reichenow, 1898 - indicatore di Zenker
- Genere Indicator
  - Indicator pumilio Chapin, 1958 - indicatore nano
  - Indicator willcocksi Alexander, 1901 - indicatore di Willcocks
  - Indicator meliphilus (Oberholser, 1905) - indicatore pallido
  - Indicator exilis (Cassin, 1856) - indicatore minuto
  - Indicator conirostris (Cassin, 1856) - indicatore beccogrosso
  - Indicator minor Stephens, 1815 - indicatore minore
  - Indicator maculatus Gray, 1847 - indicatore macchiato
  - Indicator variegatus Lesson, 1830 - indicatore golasquamata
  - Indicator xanthonotus Blyth, 1842 - indicatore groppagialla
  - Indicator archipelagicus Temminck, 1832 - indicatore di Malesia
  - Indicator indicator (Sparrman, 1777) - indicatore maggiore
- Genere Melichneutes
  - Melichneutes robustus (Bates, 1909) - indicatore codalira

### Famiglia Picidae
- Genere Jynx
  - Jynx torquilla Linnaeus, 1758 - torcicollo eurasiatico
  - Jynx ruficollis Wagler, 1830 - torcicollo collorossiccio
- Genere Picumnus
  - Picumnus innominatus Burton, 1836 - picchiolo marezzato
  - Picumnus aurifrons Pelzeln, 1870 - picchiolo pettobarrato
  - Picumnus lafresnayi Malherbe, 1862 - picchiolo di Lafresnay
  - Picumnus pumilus Cabanis & Heine, 1863 - picchiolo dell'Orinoco
  - Picumnus exilis (Lichtenstein, 1823) - picchiolo macchiedorate
  - Picumnus nigropunctatus Zimmer & Phelps, 1950 - picchiolo macchienere
  - Picumnus sclateri Taczanowski, 1877 - picchiolo dell'Ecuador
  - Picumnus squamulatus Lafresnaye, 1854 - picchiolo squamato
  - Picumnus spilogaster Sundevall, 1866 - picchiolo panciabianca
  - Picumnus minutissimus (Pallas, 1782) - picchiolo della Guyana
  - Picumnus pygmaeus (Lichtenstein, 1823) - picchiolo macchiato
  - Picumnus steindachneri Taczanowski, 1882 - picchiolo pettomarezzato
  - Picumnus varzeae E.Snethlage, 1912 - picchiolo della varzea
  - Picumnus cirratus Temminck, 1825 - picchiolo barrebianche
  - Picumnus dorbignyanus Lafresnaye, 1845 - picchiolo ocellato
  - Picumnus temminckii Lafresnaye, 1845 - picchiolo dal collare
  - Picumnus albosquamatus d'Orbigny, 1840 - picchiolo squamebianche
  - Picumnus fuscus Pelzeln, 1870 - picchiolo colloruggine
  - Picumnus rufiventris (Bonaparte, 1838) - picchiolo pettorossiccio
  - Picumnus limae E.Snethlage, 1924 - picchiolo ocraceo
  - Picumnus fulvescens Stager, 1961 - picchiolo fulvo
  - Picumnus nebulosus Sundevall, 1866 - picchiolo maculato
  - Picumnus castelnau Malherbe, 1862 - picchiolo pettouniforme
  - Picumnus subtilis Stager, 1968 - picchiolo barrefini
  - Picumnus olivaceus Lafresnaye, 1845 - picchiolo olivaceo
  - Picumnus granadensis Lafresnaye, 1847 - picchiolo grigiastro
  - Picumnus cinnamomeus Wagler, 1829 - picchiolo castano
- Genere Sasia
  - Sasia abnormis (Temminck, 1825) - picchiolo rossiccio
  - Sasia africana J.Verreaux & E.Verreaux, 1855 - picchiolo africano
  - Sasia ochracea Hodgson, 1837 - picchiolo dai sopraccigli
- Genere Nesoctites
  - Nesoctites micromegas (Sundevall, 1866) - picchiolo delle Antille
- Genere Hemicircus
  - Hemicircus canente (Lesson, 1832) - picchio cordato
  - Hemicircus concretus (Temminck, 1821) - picchio grigiocamoscio
- Genere Melanerpes
  - Melanerpes candidus (Otto, 1796) - picchio bianco
  - Melanerpes lewis (G.R.Gray, 1849) - picchio di Lewis
  - Melanerpes herminieri (Lesson, 1830) - picchio di Guadalupa
  - Melanerpes portoricensis (Daudin, 1803) - picchio di Portorico
  - Melanerpes erythrocephalus (Linnaeus, 1758) - picchio testarossa
  - Melanerpes formicivorus (Swainson, 1827) - picchio delle ghiande
  - Melanerpes cruentatus (Boddaert, 1783) - picchio ciuffogiallo
  - Melanerpes flavifrons (Vieillot, 1818) - picchio frontegialla
  - Melanerpes chrysauchen Salvin, 1870 - picchio nucadorata
  - Melanerpes pulcher P.L.Sclater, 1870- picchio magnifico
  - Melanerpes pucherani (Malherbe, 1849) - picchio guancenere
  - Melanerpes cactorum (d'Orbigny, 1840) - picchio frontebianca
  - Melanerpes striatus (Statius Müller, 1776) - picchio di Hispaniola
  - Melanerpes radiolatus (Wagler, 1827) - picchio della Giamaica
  - Melanerpes chrysogenys (Vigors, 1839) - picchio guancedorate
  - Melanerpes hypopolius (Wagler, 1829) - picchio pettogrigio
  - Melanerpes pygmaeus (Ridgway, 1885) - picchio dello Yucatan
  - Melanerpes rubricapillus (Cabanis, 1862) - picchio capirosso
  - Melanerpes uropygialis (S.F.Baird, 1854) - picchio di Gila
  - Melanerpes hoffmannii (Cabanis, 1862) - picchio di Hoffmann
  - Melanerpes aurifrons (Wagler, 1829) - picchio frontedorata
  - Melanerpes santacruzi (Bonaparte, 1838) - picchio di Santa Cruz
  - Melanerpes carolinus (Linnaeus, 1758) - picchio panciarossa
  - Melanerpes superciliaris (Temminck, 1827) - picchio delle Indie Occidentali
- Genere Sphyrapicus
  - Sphyrapicus thyroideus (Cassin, 1852) - picchio di Williamson
  - Sphyrapicus varius (Linnaeus, 1766) - picchio panciagialla
  - Sphyrapicus nuchalis S.F.Baird, 1858 - picchio nucarossa
  - Sphyrapicus ruber (J.F.Gmelin, 1788) - picchio pettorosso
- Genere Xiphidiopicus
  - Xiphidiopicus percussus (Temminck, 1826) - picchio di Cuba
- Genere Campethera
  - Campethera punctuligera (Wagler, 1827) - picchio macchiefini
  - Campethera bennettii (A.Smith, 1836) - picchio di Bennett
  - Campethera scriptoricauda (Reichenow, 1896) - picchio di Reichenow
  - Campethera nubica (Boddaert, 1783) - picchio di Nubia
  - Campethera abingoni (A.Smith, 1836) - picchio codadorata
  - Campethera mombassica (G.A.Fischer & Reichenow, 1884) - picchio di Mombasa
  - Campethera notata (Lichtenstein, 1823) - picchio di Knysna
  - Campethera cailliautii (Malherbe, 1849) - picchio dorsoverde
  - Campethera maculosa (Valenciennes, 1826) - picchio verde minore
  - Campethera tullbergi Sjöstedt, 1892 - picchio di Tullberg
  - Campethera nivosa (Swainson, 1837) - picchio macchiecamoscio
  - Campethera caroli (Malherbe, 1852) - picchio guancebrune
- Genere Geocolaptes
  - Geocolaptes olivaceus (J.F.Gmelin, 1788) - picchio terragnolo
- Genere Yungipicus Bonaparte, 1854
  - Yungipicus temminckii (Malherbe, 1849) - picchio di Sulawesi
  - Yungipicus nanus (Vigors, 1832) - picchio capobruno
  - Yungipicus canicapillus (Blyth, 1845) - picchio capogrigio
  - Yungipicus maculatus (Scopoli, 1786) - picchio delle Filippine
  - Yungipicus ramsayi (Hargitt, 1881) - picchio delle Sulu
  - Yungipicus moluccensis (J.F.Gmelin, 1788) - picchio della Sonda
  - Yungipicus kizuki (Temminck, 1836) - picchio pigmeo
- Genere Picoides
  - Picoides tridactylus (Linnaeus, 1758) - picchio tridattilo eurasiatico
  - Picoides dorsalis S.F.Baird, 1858 - picchio tridattilo americano
  - Picoides arcticus (Swainson, 1832) - picchio dorsonero
- Genere Dendrocoptes Cabanis and Heine, 1863
  - Dendrocoptes dorae (Bates & Kinnear, 1935) - picchio d'Arabia
  - Dendrocoptes auriceps (Vigors, 1831) - picchio frontebruna
  - Dendrocoptes medius (Linnaeus, 1758) - picchio rosso mezzano
- Genere Leiopicus Bonaparte, 1854
  - Leiopicus mahrattensis (Latham, 1802) - picchio capogiallo
- Genere Chloropicus Malherbe, 1845
  - Chloropicus namaquus (A.A.H.Lichtenstein, 1793) - picchio barbuto
  - Chloropicus xantholophus Hargitt, 1883 - picchio capodorato
  - Chloropicus pyrrhogaster (Malherbe, 1845) - picchio panciaflammea
- Genere Dendropicos Malherbe, 1849
  - Dendropicos elachus Oberholser, 1919 - picchio grigio minore
  - Dendropicos poecilolaemus Reichenow, 1893 - picchio pettomarezzato
  - Dendropicos abyssinicus (Stanley, 1814) - picchio d'Abissinia
  - Dendropicos fuscescens (Vieillot, 1818) - picchio cardinale
  - Dendropicos gabonensis (J.Verreaux & E.Verreaux, 1851) - picchio del Gabon
  - Dendropicos lugubris Hartlaub, 1857 - picchio malinconico
  - Dendropicos stierlingi Reichenow, 1901 - picchio di Stierling
  - Dendropicos elliotii (Cassin, 1863) - picchio di Elliot
  - Dendropicos goertae (Statius Müller, 1776) - picchio grigio maggiore
  - Dendropicos spodocephalus (Bonaparte, 1850) - picchio testagrigia
  - Dendropicos griseocephalus (Boddaert, 1783) - picchio olivaceo
  - Dendropicos obsoletus (Wagler, 1829) - picchio dorsobruno
- Genere Dryobates F.Boie, 1826
  - Dryobates nuttallii (Gambel, 1843) - picchio di Nuttall
  - Dryobates scalaris (Wagler, 1829) - picchio scalare
  - Dryobates pubescens (Linnaeus, 1766) - picchio lanuginoso
  - Dryobates cathpharius (Blyth, 1843) - picchio pettocremisi
  - Dryobates minor (Linnaeus, 1758) - picchio rosso minore
- Genere Veniliornis
  - Veniliornis passerinus (Linnaeus, 1766) - picchio minore
  - Veniliornis frontalis (Cabanis, 1883) - picchio frontemacchiata
  - Veniliornis spilogaster (Wagler, 1827) - picchio macchiebianche
  - Veniliornis mixtus (Boddaert, 1783) - picchio a scacchi
  - Veniliornis lignarius (Molina, 1782) - picchio striato
  - Veniliornis callonotus (Waterhouse, 1841) - picchio dorsoscarlatto
  - Veniliornis dignus (P.L.Sclater & Salvin, 1877) - picchio culgiallo
  - Veniliornis nigriceps (d'Orbigny, 1840) - picchio dorsobarrato
  - Veniliornis sanguineus (A.A.H.Lichtenstein, 1793) - picchio insanguinato
  - Veniliornis kirkii (Malherbe, 1845) - picchio gropparossa
  - Veniliornis affinis (Swainson, 1821) - picchio macchierosse
  - Veniliornis chocoensis Todd, 1919 - picchio del Chocò
  - Veniliornis cassini (Malherbe, 1862) - picchio collare dorato
  - Veniliornis maculifrons (von Spix, 1824) - picchio guancegialle
- Genere Leuconotopicus Malherbe, 1845
  - Leuconotopicus borealis (Vieillot, 1809) - picchio dalla coccarda
  - Leuconotopicus fumigatus (d'Orbigny, 1840) - picchio grigiobruno
  - Leuconotopicus arizonae (Hargitt, 1886) - picchio dell'Arizona
  - Leuconotopicus stricklandi (Malherbe, 1845) - picchio di Strickland
  - Leuconotopicus villosus (Linnaeus, 1766) - picchio villoso
  - Leuconotopicus albolarvatus (Cassin, 1850) - picchio testabianca
- Genere Dendrocopos
  - Dendrocopos hyperythrus (Vigors, 1831) - picchio panciarossiccia
  - Dendrocopos macei (Vieillot, 1818) - picchio pettofulvo
  - Dendrocopos analis (Bonaparte, 1850) -
  - Dendrocopos atratus (Blyth, 1849) - picchio pettostriato
  - Dendrocopos darjellensis (Blyth, 1845) - picchio del Darjeeling
  - Dendrocopos himalayensis (Jardine & Selby, 1831) - picchio dell'Himalaya
  - Dendrocopos assimilis (Blyth, 1849) - picchio del Sind
  - Dendrocopos syriacus (Hemprich & Ehrenberg, 1833) - picchio di Siria
  - Dendrocopos leucopterus (Salvadori, 1871) - picchio del Sind
  - Dendrocopos major (Linnaeus, 1758) - picchio rosso maggiore
  - Dendrocopos noguchii (Seebohm, 1887) - picchio di Okinawa
  - Dendrocopos leucotos (Bechstein, 1802) - picchio dorsobianco
- Genere Piculus
  - Piculus simplex (Salvin, 1870) - picchio alirossicce
  - Piculus callopterus (Lawrence, 1862) - picchio guancestriate
  - Piculus leucolaemus (Natterer & Malherbe, 1845) - picchio golabianca
  - Piculus litae (Rothschild, 1901) - picchio di Lita
  - Piculus flavigula (Boddaert, 1783) - picchio golagialla
  - Piculus chrysochloros (Vieillot, 1818) - picchio verdeoro
  - Piculus aurulentus (Temminck, 1821) - picchio dai sopraccigli
- Genere Colaptes
  - Colaptes rubiginosus (Swainson, 1820) - picchio olivaoro
  - Colaptes auricularis (Salvin & Godman, 1889) - picchio coronato
  - Colaptes aeruginosus (Malherbe, 1862) - picchio oliva dorato messicano
  - Colaptes rivolii (Boissonneau, 1840) - picchio mantocremisi
  - Colaptes atricollis (Malherbe, 1850) - picchio collonero
  - Colaptes punctigula (Boddaert, 1783) - picchio pettomacchiato
  - Colaptes melanochloros (J.F.Gmelin, 1788) - picchio barreverdi
  - Colaptes auratus (Linnaeus, 1758) - picchio aurato
  - Colaptes chrysoides (Malherbe, 1852) - picchio dorato
  - Colaptes fernandinae Vigors, 1827 - picchio di Fernandina
  - Colaptes pitius (Molina, 1782) - picchio del Cile
  - Colaptes rupicola d'Orbigny, 1840 - picchio delle Ande
  - Colaptes campestris (Vieillot, 1818) - picchio del campo
- Genere Celeus
  - Celeus loricatus (Reichenbach, 1854) - picchio cannella
  - Celeus undatus (Linnaeus, 1766) - picchio vermicolato
  - Celeus grammicus (Natterer & Malherbe, 1845) - picchio pettosquamato
  - Celeus castaneus (Wagler, 1829) - picchio castano
  - Celeus elegans (Statius Müller, 1776) - picchio elegante
  - Celeus lugubris (Malherbe, 1851) - picchio crestapallida
  - Celeus flavescens (J.F.Gmelin, 1788) - picchio crestabionda
  - Celeus ochraceus (von Spix, 1824) -
  - Celeus flavus (Statius Müller, 1776) - picchio crema
  - Celeus spectabilis P.L.Sclater & Salvin, 1880 - picchio testarossiccia
  - Celeus obrieni Short, 1973 - picchio di Kaempfer
  - Celeus torquatus (Boddaert, 1783) - picchio collare nero
  - Celeus galeatus (Temminck, 1822) - picchio crestato
- Genere Dryocopus
  - Dryocopus schulzi (Cabanis, 1883) - picchio nerastro
  - Dryocopus lineatus (Linnaeus, 1766) - picchio lineato
  - Dryocopus pileatus (Linnaeus, 1758) - picchio pileato
  - Dryocopus javensis (Horsfield, 1821) - picchio panciabianca
  - Dryocopus hodgei (Blyth, 1860) - picchio delle Andamane
  - Dryocopus martius (Linnaeus, 1758) - picchio nero
- Genere Campephilus
  - Campephilus pollens (Bonaparte, 1845) - picchio possente
  - Campephilus haematogaster (Tschudi, 1844) - picchio panciacremisi
  - Campephilus rubricollis (Boddaert, 1783) - picchio collorosso
  - Campephilus robustus (Lichtenstein, 1818) - picchio robusto
  - Campephilus melanoleucos (J.F.Gmelin, 1788) - picchio crestacremisi
  - Campephilus guatemalensis (Hartlaub, 1844) - picchio beccochiaro
  - Campephilus gayaquilensis (Lesson, 1845) - picchio di Guayaquil
  - Campephilus leucopogon (Valenciennes, 1826) - picchio dorsocrema
  - Campephilus magellanicus (King, 1827) - picchio di Magellano
  - Campephilus principalis (Linnaeus, 1758) - picchio beccoavorio
  - Campephilus imperialis (Gould, 1832) - picchio imperiale
- Genere Chrysophlegma
  - Chrysophlegma miniaceum (Pennant, 1769) - picchio fasciato
  - Chrysophlegma mentale (Temminck, 1826) - picchio golascacchi
  - Chrysophlegma flavinucha (Gould, 1834) - nucagialla maggiore
- Genere Picus
  - Picus chlorolophus Vieillot, 1818 - nucagialla minore
  - Picus puniceus Horsfield, 1821 - picchio alicremisi
  - Picus viridanus Blyth, 1843 - picchio pettovergato
  - Picus vittatus Vieillot, 1818 - picchio striolato
  - Picus xanthopygaeus (J.E.Gray & G.R.Gray, 1847) - picchio golastriata
  - Picus squamatus Vigors, 1831 - picchio panciasquamata
  - Picus awokera Temminck, 1836 - picchio del Giappone
  - Picus viridis Linnaeus, 1758 - picchio verde
  - Picus sharpei (Saunders, 1872) -
  - Picus vaillantii (Malherbe, 1847) - picchio di Leivallant
  - Picus rabieri (Oustalet, 1898) - picchio collare rosso
  - Picus erythropygius (Elliot, 1865) - picchio testanera
  - Picus canus J.F.Gmelin, 1788 - picchio cenerino
- Genere Dinopium
  - Dinopium rafflesii (Vigors, 1830) - picchio dorsoliva
  - Dinopium shorii (Vigors, 1831) - dorso di fiamma dell'Himalaya
  - Dinopium javanense (Ljungh, 1797) - dorso di fiamma comune
  - Dinopium everetti (Tweeddale, 1878) -  dorso di fiamma di Everett
  - Dinopium benghalense (Linnaeus, 1758) - dorso di fiamma groppanera
  - Dinopium psarodes (A.A.H.Lichtenstein, 1793)
- Genere Chrysocolaptes
  - Chrysocolaptes lucidus (Scopoli, 1786) - dorso di fiamma maggiore
  - Chrysocolaptes haematribon (Wagler, 1827) -
  - Chrysocolaptes xanthocephalus Walden & E.L.Layard, 1872 - picchio testagialla
  - Chrysocolaptes erythrocephalus Sharpe, 1877 - picchio testarossa
  - Chrysocolaptes strictus (Horsfield, 1821) - picchio di Giava
  - Chrysocolaptes guttacristatus (Tickell, 1833) -
  - Chrysocolaptes stricklandi (E.L.Layard, 1854) -
  - Chrysocolaptes festivus (Boddaert, 1783) - picchio nucabianca
- Genere Gecinulus
  - Gecinulus grantia (Horsfield, 1840) - picchio testachiara
  - Gecinulus viridis Blyth, 1862 - picchio del bambù
- Genere Blythipicus
  - Blythipicus rubiginosus (Swainson, 1837) - picchio marrone
  - Blythipicus pyrrhotis (Hodgson, 1837) - picchio baio
- Genere Reinwardtipicus
  - Reinwardtipicus validus (Temminck, 1825) - picchio dorsoarancio
- Genere Micropternus
  - Micropternus brachyurus (Vieillot, 1818)  - picchio rossiccio
- Genere Meiglyptes
  - Meiglyptes tristis (Horsfield, 1821) - picchio groppacamoscio
  - Meiglyptes jugularis (Blyth, 1845) - picchio nerocamoscio
  - Meiglyptes tukki (Lesson, 1839) - picchio collocamoscio
- Genere Mulleripicus
  - Mulleripicus fulvus (Quoy & Gaimard, 1830) - picchio cinereo
  - Mulleripicus funebris (Valenciennes, 1826) - picchio fuligginoso
  - Mulleripicus pulverulentus (Temminck, 1826) - picchio ardesia